# Zgodovina Združenih držav Amerike
Zgodovina Združenih držav Amerike se je začela, ko je trinajst britanskih kolonij leta 1776 razglasilo svojo neodvisnost. Z začetkom veljavnosti Ustave leta 1788 so prej suverene države postale del Zvezne republike. S širitvijo belih naseljencev proti zahodu, skupaj s premikom avtohtonih ljudstev, so se nova ozemlja vključevala kot države v Unijo, nazadnje leta 1959 Aljaska in otočje Havaji. Danes so Združene države Amerike tretja največja država po površini in med največjimi gospodarstvi na svetu.

## Predkolonialna Amerika
Tako geološki kot arheološki dokazi govorijo o tem, da so bili prvotni prebivalci Severne Amerike ljudstva iz Azije, ki so po vsej verjetnosti v času pleistocenske poledenitve pred okvirno 15 tisoč leti preko kopenskega mostu prečkala Beringov preliv. Pripadniki teh ljudstev so postali domorodni prebivalci Amerike, ki so bili po sklepanjih tudi edini do prihoda Evropejcev v 15. stoletju. Prvo Evropi znano odkritje Amerike se je sicer zgodilo okoli leta 1000, ko je islandski raziskovalec Leif Erikson dosegel Novo Fundlandijo ter tam ustanovil kratkotrajno naselbino. Domorodni prebivalci, danes imenovani ameriški staroselci ali Indijanci, so napolnili vse ekumenske regije Severne in Južne Amerike ter tam živeli stran od kulture in bolezni Starega sveta.
Prvi izmed staroselcev naj bi bili pripadniki kulture Clovis, katere značilna do 11.500 let stara orodja je najti po vsej Severni Ameriki. Najnovejše najdbe po nekaterih navedbah pričajo tudi o 12.500- in več -letni prisotnosti človeka.
Danes se s prazgodovino ZDA ukvarjajo mnoge panoge, med drugim arheologija, lingvistika, skeletna anatomija in molekularna biologija.
Ameriški staroselci so se razdelili in oblikovali v različna ljudstva, ki so v času prihoda Evropejcev govorila med 300 in 350 jezikov. Viški teh kultur so se razvili v imperijih Aztekov v Mehiki ter Inkov v Peruju, v mestih okoli gomil, ki so jih gradili Misisipijci, ljudstvo Pueblo pa je že živelo z namakalnimi sistemi. Prebivalci vzhoda Severne Amerike, ki so doživeli prve stike z Evropejci, so bili pretežno kmetovalci brez udomačenih živali, živeči v družinskih skupnostih in lojalni sorodstvenim mrežam. Indijanska kultura je poznala nekaj konfederacij za vzdrževanje miru, a politika sicer večinoma ni segala izven vasi, kjer je lokalni vodja sprejemal odločitve s konsenzom.

### Evropska Velika odkritja
Zahodna Evropa sveta onkraj oceanov ni raziskovala daleč v srednji vek, tako kot tudi ne premožni in tehnično sposobni Arabci, ki so se širili v prosta sosednja ozemlja. Podobno sposobnih oziroma razvitih Kitajcev svet onstran domačega ni zanimal.
Tako so se prvi domnevni stiki starega z novim svetom zgodili le bežno, ob potovanjih Vikingov na zahod približno leta 1000 in morebiti tudi ob plutju evropskih ribičev v isto smer okoli leta 1480. Organizirana raziskovanja pa je spodbudil nastanek in vzpon Osmanskega cesarstva, ki je 1453. leta zavzel Konstantinopel ter Balkan in kasneje oblegal Dunaj. Na ta način je bila prekinjena levantinska trgovska pot, po kateri so se Evropejci zalagali z močno cenjenim blagom. Evropejci so si tako morali poiskati novo pot na Srednji vzhod in ko so se okoliščine izboljšale s tehničnega vidika, so sprva Portugalci s svojimi naprednimi, velikih razdalj sposobnimi in toka ter vetra izrabljajočimi topnjačami pluli navzdol ob zahodni obali Afrike. Trgovanje s sužnji in zlatom v tej regiji jih je pripeljalo do odkritja Madeire, Azorov, Zelenortskih otokov ter ustanavljanja plantaž s sužnji.
Množica evropskih vladarjev je zatem, ko je bila odkrita vzhodna oziroma južna pot v Indijo okoli skrajnega afriškega Rta dobre nade, iskala tudi zahodno pot v Azijo. S takšnim namenom je Krištof Kolumb leta 1492 pod špansko zastavo plul mimo Kanarskih otokov na zahod in po dveh mesecih naletel na Karibske otoke, misleč da je dosegel Malajski arhipelag. Potovanje je ponovil trikrat, leta 1506 pa umrl v isti veri. Raziskovanja so šla dalje in Amerigo Vespucci je leta 1499 ob svojem plutju k obalam Južne Amerike potrdil, da gre za novo celino, ki je bila kasneje po njem imenovana Amerika. Leta 1513 je Vasco Núňez de Balboa prečkal kopno ožino Paname in bil prvi Evropejec, ki je preko ameriške celine prišel do Pacifika. Istega leta je Juan Ponce de León raziskal Bahame in Florido, ko je iskal t. i. vodnjak mladosti.
Obale Severne Amerike so Evropejci spoznali z letom 1497, začenši z Johnom Cabotom, ki je tega leta prispel pred Novo Fundlandijo. Sledila sta mu Giovanni da Verrazzano (1524) in Jacques Cartier (1534), raziskala sta malone vso obalo Atlantika, torej so Evropejci na grobo spoznali že celotno obalno linijo od Nove Fundlandije do Brazilije.
Medtem ko so nekatere odprave še vedno iskale zahodno pot do Azije, je bila politika nekaterih zavojevanje in izplenjenje bogastev Amerike. Hernán Cortés je leta 1519 vkorakal v Mehiko, Francisco Pizarro pa v Peru 1532. leta.

### Zahodna Afrika pred obdobjem evropskega suženjstva
Preden so Evropejci pričeli pustošiti med kulturami Zahodne Afrike, sta regijo zaznamovali dve veliki muslimanski kraljestvi, Gansko in Malijsko. Kraljestvi sta trgovali s sužnji, a je bil vir teh med kriminalci, vojnimi ujetniki in zavoljo dolgov prodanimi sorodniki. Ko je prišlo do širjenja evropskih potreb po brezplačni delovni sili, pa je prišlo do prirejanja lovov na sužnje v notranjosti celine. Žrtve so bili večinoma domorodci priobalnih in notranjih deževnih gozdov Konga in osrednje Afrike – polovica njih bantujskega porekla, druga polovica iz manjših kraljestev in etničnih skupin. Mala kraljestva so sestavljale vasi, v katerih so živeli možje in ženske v sistemu poliginije. Odnosi med spoloma so bili v teh skupnostih bolj enakopravni kot ameriški in evropski odnosi istega obdobja.

### Stik treh kultur
Moderna ameriška zgodovina se prične s stikom bioloških in kulturnih značilnosti Evropejcev, domorodnih Američanov in Afričanov. To je bil pričetek evropske dominance v Ameriki in civilizacijske katastrofe preostalih dveh kulturnih skupin.
Ta zgodovinska točka je bila najbolj usodna za indijance. Izolirani so bili namreč od starega sveta in se posledično še niso priučili živinoreje, uporabe železa, izdelave smodnika, papirja in navigacijske opreme; vse to so namreč Evropejci prevzeli od Kitajcev. Staroselci so bili zato neodporni proti Evropejcem z bojnimi konji, strelnim orožjem in oklepi. Še večji udarec indijancem pa so bile bolezni, ki so si jih prišleki iz starega sveta izmenjavali stoletja in so bili tako nanje razmeroma odporni, indijanci pač ne: zaradi koz, ošpic in gripe se je populacija indijancev v Mehiki s 17 milijonov v času Cortésovega prihoda 1519, zmanjšala na 750 tisoč v letu 1630. Na splošno velja, da se je število pripadnikov indijanskih plemen zmanjšalo za približno 90 odstotkov, to pa je naredilo prostor za novo kolonizacijo celine.
Prišleki so za potrebe rasti svoje civilizacije potrebovali tudi mnogo delovne sile. Kaj hitro so ugotovili, da zasužnjevanje indijancev predstavlja velik problem, ravno tako pa za delo niso bili primerni niti preostali plačani staroselci. Naslednji cilj je bil torej uvoz sužnjev, in sicer iz Afrike – od tam je v kolonialni dobi tako prišlo v Novi svet neprimerno več ljudi kot iz Evrope. Od posla so obogateli nekateri Evropejci in Afričani, a je bil vzpon evropskih kolonialistov v Ameriki ključno povezan s splošno katastrofo za afriška ljudstva, ki so trpela propadle države in odsotnost mladih mož ter brutalne love na sužnje.

## Obdobje kolonij
Po letu 1519 so prve kolonije ustanovile Španija, Portugalska, Francija, Nizozemska in Anglija. Vsaka izmed držav je vodila svojo politiko: Španija je odprla velike rudnike in agrikulturni sistem v Mehiki, Južni Ameriki in na Karibih, Portugalska je posedovala suženjsko agrikulturno kolonijo v Braziliji, Francozi in Nizozemci pa so isto ustvarili v Severni Ameriki. Vse navedene kolonije so trgovale z domorodci. Zlasti Angleži pa si za razliko od njih niso obetali toliko trgovanja kot ameriškega ozemlja.

### Španija
Špansko kraljestvo je bila prva evropska država kolonizatorka. V njenem imenu je Hernán Cortés zavojeval Azteški imperij med 1519. in 1521. letom na področju današnje Mehike, Francisco Pizarro pa si je do 1533 podredil Inkovski imperij v Peruju. Obe kraljestvi sta si lastili več dragocenih predmetov, zato so Evropejci iskali skladišča zlata in srebra ter celo mesta iz teh, a jih niso našli, pač pa so prišli do srebra v brazilskem Potosíju in v Mehiki okoli leta 1545. Rudniki zlata in srebra so Španijo napravili bogato in močno za nadaljnjih 100 let. V Ameriko so prišli tudi njeni misijoni, sprva leta 1571 jezuiti, kasneje pa še frančiškani in dominikanci, ter pokristjanjevali Indijance. Poslanci cerkve so se razširili tudi v Novo Mehiko in na Florido, postojanka Jezuitov je za kratek čas obstajala celo v Virginiji. Španska oblast je poražene staroselce združila v prisilne delovne sisteme encomienda, a ravno zaradi svoje brutalnosti niso trajali dolgo. Kljub temu so si Španci še naprej lastili ozemlja in na njih Zgradili haciende. Ob prihodu drugih kolonizatorskih narodov so bile španske naselbine v Ameriki stare že približno 100 let.

### Francija
Francozi so se v svojem osvajanju osredotočili na severni del ter raziskali obalo od Nove Fundlandije do današnjih Karolin, in sicer do leta 1530. Samuel de Champlain je ustanovil prve naselbine v prihodnji francoski Kanadi, med drugim naselje Acadia v Novi Škotski (1604 do 1606), in potoval ob toku reke Svetega Lovrenca navzgor ter na območju današnjega Quebeca ravno tako ustanovil naselbino in navezal stike z domorodci.
Glavni dejavnosti francoskih naselbin, katerih populacija je leta 1700 štela 14 tisoč ljudi, sta bili trgovanje s krznom in katoliške misije. Misionarji so pokristjanili na tisoče domorodcev, medtem ko so trgovci raziskovali gozdove in navezali stike z več ljudstvi. Za Francoze je imela Kanada strateški pomen, ekonomskega pa Karibski otoki.

### Nizozemska
Nizozemci so bili vodilni trgovci 17. stoletja. Za njih je porečje reke Hudson raziskal Henry Hudson leta 1609, tam je bil ustanovljen tudi Novi Amsterdam. Še več naselij pa je bilo po letu 1614 razpostavljenih do Fort Orangea. Nizozemci so postali vodilni evropski trgovci z Irokezi, ki so jih zalagali s krznom v zameno za strelno orožje, odeje, železno orodje idr. S takšno tehnološko prednostjo so slednji skoraj iztrebili Hurone in pleme Algonquian, tega so izrinili na področje današnjega Illinoisa in Michigana.
Nizozemske naselbine (pod imenom Nova Nizozemska) so sprva rasle počasi, ko se je povečala trgovina in presegla dobiček iz kmetijskih pridelkov, pa vedno hitreje. Ker je bila kolonija uspešna in tolerantna do tujih jezikov, je privlačila množico evropskih imigrantov, teh je bilo namreč ob angleškem prevzemu kolonije leta 1664 okoli 6 tisoč.

### Anglija
Angleži, ki so kasneje prevzeli pobudo pri naseljevanju Severne Amerike, so imeli druge razloge za imigracijo kot preostali narodi, večinoma željni trgovanja z domorodci in kmetovanja v južnih kolonijah ter posledično z malo rednega prebivalstva. Za razliko od njih so namreč Angleži v 17. stoletju v Novi svet poslali 400 tisoč svojih ljudi in v njem ustvarili redne kmetijske kolonije. Priseljevanje iz Anglije je bilo pospešeno zavoljo nestabilnih religiozno pogojenih družbenih razmer v domači deželi, kar je zlasti pestilo Puritance; poleg tega se je Anglija ubadala tudi s prenaseljenostjo in revščino med prebivalci.

#### Rast angleških kolonij
Razvoj angleških kolonij se je začel v zalivu Chesapeake (današnja Virginija) leta 1607 in na področju današnjega Massachusettsa leta 1620. Kolonija Chesapeake v Virginiji je bila drzen poskus trgovske postojanke, medtem ko so bili naseljenci Massachusettsa Puritanci z družinami. Po propadu prvih dejavnosti zaradi nediscipliniranosti njenih prebivalcev je postala virginijska zemlja tobačna plantaža z discipliniranimi sužnji in nekaj belskimi družinami, ki so ustvarile prve zametke naroda in samostojne Amerike. Nova Anglija v kasnejšem Massachusettsu pa je bila sekularna družba s preštevilno populacijo, kar je zaradi pomanjkanja zemlje vodilo do pojava revščine.
Prvo stalno angleško naselitev v Ameriki je predstavljalo mesto Jamestown v zalivu Chesapeake. To je bil kraj s 104 ljudmi, ki jih je tjakaj poslala The Virginia Company of London v želji po hitrem dobičku, saj naj bi poslanci našli nahajališča zlata in srebra ter tudi pot v Azijo, kot delovno silo pa naj bi po načrtih uporabili ameriške staroselce. Projekt se je izjalovil zaradi nedelavnih članov odprave in bolezni, ki so pokosile dve tretjini od njih, pa tudi vojne konfederacije Powhatan (1609 do 1614), ki se je borila proti priseljencem. Leta 1619 je ta angleška družba spremenila svojo strategijo in pričela z razvojem tobačnih plantaž, na katerih so sprva delali služabniki iz Anglije. Kasneje je bil Jamestown razglašen za prvo kraljevo kolonijo Virginijo, ta je dobila tudi svojo upravo in stabilen dotok delovne sile.
Tobačna kolonija je bila ustanovljena tudi v bližnjem Marylandu. V tej skupnosti je bila smrtnost ogromna, in sicer zaradi slabih življenjskih pogojev in indijanskih vpadov. K slabemu razvoju prebivalstva je prispevalo tudi dejstvo, da je bilo žensk in posledično rodnosti izjemno malo. Edina možnost za vzdrževanja kolonije je bil tako stalen dotok novih članov skupnosti iz Evrope. Afriške sužnje so sicer že prej poznale angleške in druge kolonije v Karibih, a jih je bilo v severnih kolonijah neprimerno manj. Status redkih črncev je bil nedoločen in različen, njih odkup pa je bil drag in vprašljivo smotrn zaradi visoke smrtnosti. Razmere glede smrtnosti so se spremenile s časom, ko so se priseljenci privadili na svoje novo okolje, do leta 1690 pa je število črnih sužnjev tudi preraslo število belih služabnikov.
Kolonijo Novo Anglijo, ki se je oblikovala okoli zgodnjega naselja pri današnjem Plymouthu, so naselili prvi verski radikalci, ki se kljub svoji protestantski ideologiji niso spopadali z reformacijo cerkve, pač pa so želeli le ločitev od slednje. V Novo Anglijo so tako prispevali začenši z letom 1620. Naselja so bila sčasoma povezana v kolonijo Massachusetts Bay, katere ustanovitelji so bili Puritanci. To so bili Angleži, ki so nasprotovali korupciji in arogantnemu vladanju dinastije Stuart, ta namreč ni spoštovala zahtev po protestantskih reformah. Njihovo prepričanje, da bo Anglija kaznovana za svoje grehe, jih je pregnalo v Ameriko. Njihova emigracija se je bolj kot ne končala leta 1642, ko se je v Angliji vnela državljanska vojna med Puritanci in Stuarti. Zmagali so prvi in vladali Angliji, s tem pa je bil odtok pripadnikov puritanstva v Ameriko pri 13 tisoč emigrantih zaključen. Puritanci v Ameriki so se držali strogih verskih zakonov, postavili so si svojo upravo in niso tolerirali nikogar, ki bi ne bil njihove vere. Šli so celo tako daleč, da so usmrčevali čarovništva obtožene člane skupnosti. Nekateri disidenti so zato ustanovili svojo kolonijo na Rhode Islandu. Nadaljnjih 200 let so bile imigracije v Novo Anglijo neobstoječe, a se je tamkajšnja populacija kljub vsemu razširila na 120 tisoč članov leta 1700. Temu je botrovalo razmeroma hladno zdravo okolje severa in čista voda, pa tudi prvotno priseljevanje celotnih družin in tako stvaritev možnosti za razplod.
Do leta 1640 je Anglija ustanovila 6 od 13 kolonij, ki so kasneje postale ustanoviteljice suverenih ZDA. Ko se je oblast Puritancev v Angliji zaključila leta 1660, je kralj Karel II. Angleški ustanovil nove kolonije, a jih ni zadostno preskrboval iz matične dežele, zato je bil pritok priseljencev majhen. Olajšana pa je bila možnost pridobitve zemlje in tudi verska svoboda za vse kristjane je bila zagotovljena, kar je na koncu s prihodom Nizozemcev, Škotov, Ircev, Nemcev in drugih povzročilo večjo etnično pestrost.
Angleži so s svojimi ozemeljskimi zahtevami ogrožali Indijance bolj od Francozov in Špancev, ki so se nadejali »le« trgovanja, pokristjanjevanja in včasih pridobivanja delovne sile med staroselci. Zato je med Angleži in domorodci prihajalo do mnogih spopadov. Eno večjih vojn je napovedal poglavar plemena Wampanoag po imenu Metacomet, kar je v letih 1675 in 1676 povzročilo uničenje 12 od 90 puritanskih naselij. Puritanci so poleti 1676 udarili nazaj, ubili Metacometa, njegovo ženo ter bližnje podanike pa prodali kot sužnje v Jugovzhodno Azijo. V vojno so v istih letih padli tudi prebivalci Virginije zaradi osvajanja ozemelj pod nadzorom plemena Susquehannock. Priseljenske oborožene sile je vodil Nathaniel Bacon, ki je zahteval podporo kolonialnih oblasti in ko te ni prejel, je podkuril kolonialno vlado v Jamestownu. Bacon je kasneje umrl, pogodba o predaji velikih območij zemlje Angležem pa je bila kljub vsemu podpisana leta 1677.
Močna gospodarska odvisnost kolonij od Anglije je bila posledica zahteve, da naj te služijo matični državi v prid, vladala pa je razmeroma velika politična avtonomija. To se je spremenilo do leta 1720, ko so bili po kolonijah postavljeni angleški guvernerji.

#### Družba v kolonijah
Rast angleških kolonij je bila hitra, leta 1700 se je število priseljencev povzpelo do 250 tisoč, leta 1775 že na 2,5 milijona. Dotok so sestavljali v migracijo prisiljeni afriški sužnji ter prostovoljno prihajajoči Angleži, Škoti, Irci ter Nemci. Sužnji so bili koncentrirani v vzhodnih kolonijah, medtem ko so zahodne robove angleških zemlja naseljevali mnogi ameriški staroselci.
Družine so bile urejene patriarhalno, Puritanci so bili urejeni po nizu očetov: sprva Bog, za njim upravniki in na koncu družinski očetje; dedovali so sinovi. Največji greh v tedanji družbi je bil dviganje roke nad očeta ter prešuštvo. Red so nadzorovali puritanski sodniki. Disciplina in morala v drugih kolonijah 18. stoletja nista bili tako pomembni, kljub temu pa so veljala pravila o dedovanju zemlje na prvorojenega sina. Zaradi obilice zemlje so v praksi tudi drugi sinovi mnogokrat dobili svoje premoženje. Ravno to lastništvo pa se je predvsem na jugu bolj in bolj koncentriralo med veleposestniki, medtem ko je več in več ljudi pridobivalo status najemnikov.
Chesapeake in obe Karolini so vzgajali plantažne kulture za izvoz, tako tobak, riž in indigovec (Indigofera tinctoria). Južna Karolina je znana po tem, da zaradi nezdravih z malarijo okuženih plantaž gospodarji svojih sužnjev niso nadzirali na licu mesta, zato so bili ti razporejeni v osamljene delovne skupine in tako sposobni bolj kot drugi Afričani v Ameriki ohraniti svojo kulturo. Tako pa ni bilo s sužnji v severnih kolonijah, ki so se pričeli sami reproducirati okoli leta 1720, a so jih kolonialisti še vedno uvažali skozi 18. stoletje. Ti so delali v manjših, bolj nadzorovanih skupinah, bili so udeleženi tudi v gradnji infrastrukture. To je bil že čas zalaganja Evrope s kmetijskim pridelkom iz Amerike, saj prva ni bila več sposobna zadostne produkcije.
18. stoletje je bilo obdobje protestantskih prebivalcev, a različnih denominacij.

## Ameriška revolucija

### Medkolonialne vojne
Vojne na območju kolonij so se bíle že v 17. in 18. stoletju, a ne med kolonilaci in kolonialisti, pač pa sprva med indijanci, nato pa tudi med različnimi kolonijami, katerih lastniki so se sprli Evropi in nato vojno razširili še na svoje kolonije. Angleže v Ameriki so ogrožali za primer Francozi, ki so v zaledju zgradili linijo utrdb od Quebeca do New Orleansa; to so napravili s podporo lokalnih domorodnih ljudstev, ki so se bala pohlepnih Angležev. Sicer pa je v Evropi potekalo mnogo takšnih vojn, ki so imele tovrsten vpliv na ameriške kolonije: vojna Augsburške lige (1689-1697), Španska nasledstvena vojna (1702-1713), Avstrijska nasledstvena vojna (1744-1748), sedemletna vojna (v Evropi 1754-1763) oziroma v Ameriki francoska in indijanska vojna. Angleži so v vojnah v Ameriki povedli in s trudom izgnali Francoze iz osrednje Amerike ter leta 1763 postali edina imperialna sila med Atlantikom in Misisipijem.
Od te točke dalje so jim preglavice povzročali staroselci, izmed katerih jim je pleme Ottawa s svojim poglavarjem Pontiacom 1763 napovedalo boj, znan kot Pontiacova vojna. Slednji je s koalicijo indijancev oblegal Angleže v Pensilvaniji in Virginiji ter v tem času ubil 2 tisoč belcev. Ubijalski udarec so Angleži vrnili in dosegli predajo Pontiaca. Postalo je jasno, da bo za cvetenje kolonij potrebna močna kolonialna vojska in tudi trdna angleška uprava.

### Spor z Anglijo
Angleži v Evropi so si predstavljali, da je parlament v Londonu vrhovna oblast celotnega angleškega imperija, ki je upravičen do nalaganja davkov in vladanja tudi ameriškim kolonijam. Njihov sklep je torej bil, da v enem imperiju nista mogoči dve suvereni oblasti – ena angleška in ena kolonialna. Drugače pa so si stvarnost predstavljali ameriški prebivalci, ki so imeli dve upravni telesi, in sicer guvernerje, ki jih je večinoma postavil London, ter skupščine, ki so jih naseljenci dojemali kot svoj glas proti guvernerju oziroma oblasti iz Anglije. Odnosi so se zaostrili, ko so Angleži sprejeli akte za okrepitev moči Londona ter za prepoved tiskanja papirnega denarja v kolonijah. Prva kriza pa je nastopila kot posledica t. i. Stamp Acta, ko so Angleži, da bi nadoknadili stroške ameriških vojn, obdavčili vse uradne papirje, med drugim tudi časopise, pamflete ipd., ti so morali odslej nositi davkovne znamke. Zraven tega je angleška oblast imenovala nadzornike, te pa je množica napadla in prisilila k odstopu s funkcije. Poleg tega so se ameriški trgovci dogovorili o prekinitvi uvoza angleških dobrin; pritisk se je tako znašel na angleških trgovcih in ti so pritisk prenesli na svojo vlado. Akt je bil kasneje preklican, a se angleška vlada še vedno ni odpovedala pravici do obdavčenja in nadzora nad svojimi kolonijami.
Naslednja epizoda slabih odnosov med kolonialno oblastjo v Evropi in disidentskimi prebivalci Amerike je dobila svoj začetek leta 1767 s paketom aktov za severnoameriške kolonije, ki jih je ustvaril angleški minister Charles Townshend in so med drugim uvajali davke na uvoz dobrin (čaja, svinca, papirja, stekla in barve) v kolonije. Davke je usmeril v žepe kolonialnih guvernerjev in jih tako osamosvojil od lokalnih oblasti, v Bostonu je namestil službo za nadzor carinjenja, angleško vojsko pa je premestil stran od zaledja in bliže belim prebivalcem. Protestirajoče skupščine so bile razpuščene. Dejanje je razbesnelo priseljence in ti so pričeli bojkot angleškega uvoza, zlasti čaja, zaradi česar so bile oktobra 1768 v Boston poslane čete. Po mnogih trenjih je 5. marca 1770 prišlo do bostonskega pokola, angleškega uboja 5 civilistov.
Kasneje so se Angleži umirili in umaknili tudi davke na uvoz z izjemo uvoza čaja. Kolonije so tako bojkotirale čaj in 1773. leta s silo zasedle tri ameriške ladje s to dobrino ter zmetale zaboje čaja v morje (dogodek, znan kot bostonska čajanka). Angleži so bili ogorčeni ter kot odgovor na to poslali tjakaj svoje vojaške ladje in sklenili zapreti bostonsko pristanišče. Dogodek je bil eden pomembnejših povodov ameriške revolucije.
Po vseh teh dogodkih je bil septembra 1774 v Filadelfiji, Pensilvanija], sklican prvi kontinentalni kongres, kamor so svoje predstavnike poslale vse kolonije razen Georgije, torej 13 držav ustanoviteljic (New Hampshire, Massachusetts, Rhode Island, Connecticut, New York, New Jersey, Pensilvanija, Delaware, Maryland, Virginija, Severna in Južna Karolina, Georgija) bodočih Združenih držav Amerike. Kongres je zavrnil oblast parlamenta in kralju poslal peticijo, ki je trdila, da morajo biti vse odločitve v zvezi s kolonijami sprejete s konsenzom njenih prebivalcev.
Britanska vojska je brž ukrepala in se iz Bostona premaknila v notranjost celine, kjer sta se ob stiku massachusettske milice in Britancev pri Concordu pripetili prvi dve revolucionarni bitki. Ta milica je bila razglašena za kontinentalno vojsko pod vodstvom Georgea Washingtona. Sprva ni bilo jasno ali se uporniki bojujejo proti parlamentu in za kralja ali za popolno suverenost. To je nekoliko razčistil filozof Thomas Paine, ki je predstavil argumente za republiko in proti kralju, pa tudi obelodanil novico, da so Angleži najeli 30 tisoč nemških plačancev za zdrobitev odpora v Ameriki. Ti dogodki so vodili do deklaracije o neodvisnosti, katere osnutek je spisal Thomas Jefferson, kongresnik iz Virginije. Kongres je o neodvisnosti glasoval 2. julija 1776 in podpisal listino 4. julija.

### Osamosvojitvena vojna
Vojna je bila na poti in kljub temu, da so se možnosti za zmago zavoljo številčnosti in usposobljenosti angleške vojske zdele male, se je našel oborožen odpor. Člani tega so bili pripadniki netreniranih milic, vodenih le z zametki državne uprave, a so se borili na svoji zemlji in za svojo zemljo. V vojni so bili pomembni t. i. Minutemen, ki so se v sicer nizkem številu spretno in iz skritih položajev bojevali proti Angležem ter s to taktiko osvojili zmago proti britanski vojski pri Lexingtonu in Concordu leta 1775. Nova oblast je v vojsko želela rekrutirati tudi sužnje, a so bili njih lastniki nenavdušeni nad idejo zavoljo morebitne nagrade za boj v obliki svobode.
Angleži so imeli problem z razprostranjenostjo teritorija, kar jim je povzročalo logistične težave. To dejstvo so izkoristile ameriške milice: najprej so porazile podhranjen britanski oddelek pri Benningtonu, nato pa napadli glavnino angleške vojske pri Saratogi; predalo se je 5.800 angleških vojakov. Ti uspehi so prepričali Francoze, da velja podpreti revolucionarje, zato so k tem usmerili nekaj materialnih prispevkov ter napadli Angleže na morju. Angleški komandant lord Charles Cornwallis se je 1781. leta s svojo vojsko umaknil na polotok pri Yorktownu, kjer so ga oblegale Washingtonove milice, umik po morju pa so preprečevali Francozi. Tako je prišlo do predaje in pariške pogodbe leta 1783, kjer je Anglija priznala neodvisnost Združenih držav Amerike.

### Posledice vojne
Največje koristi od vojne so imeli zemljiški posestniki in plantažniki, ki so svoje posle vodili še naprej, tokrat brez nadlegovanja z davki. Tudi manjši posestniki so lahko uživali svobodo in lastnino, za kateri so se borili, tako pa ni bilo tudi za ženske in nelastniške evropske priseljence. Resnično majhen vpliv je vojna imela na življenja Indijancev in črncev.
Indijanci so se pred tem že uspešno varovali pred angleškim kolonializmom z zavezništvom Francozov, ki pa je razpadlo ob porazu Francozov proti Angležem leta 1760. Osvoboditev angleških kolonij iz kolonialnih okovov bi za staroselce pomenila nadaljnja trenja s priseljenci zaradi verjetnih posledičnih širitev na zahod, zato so bili v osamosvojitveni vojni nevtralni ali pa podpirali Britance. Tako so Irokezi šest plemen združili v 200 let trajajočo konfederacijo, ki je naslavljala ta vprašanja, kasneje pa tudi napadla in uničila nekatere priseljenske kraje. Odgovor je bil napad na celoten irokeški teritorij leta 1779. Spopadi med indijanci in priseljenci so se sicer nadaljevali in kalili mir na vzhodni strani Misisipija do leta 1815.
Po vojni je prvič postalo aktualno vprašanje sužnjev: na eni strani so bili v novem sistemu sužnjelastniki neodvisni od Britancev, ki bi lahko osvobodili sužnje po zgledu britanskih Karibov v 1830. letih, na drugi strani pa se sužnjelastništvo pa mnenju nekaterih ni skladalo z načeli svobodne Amerike, ki naj bi temeljila na enakih pravicah za vse državljane. Zlasti na severu so se prebivalci zlasti zavedali slednjega, tako je Vermont kot prva izmed držav v svoji ustavi sprejel osvoboditev sužnjev, v 80. in 90. letih 18. stoletja pa je isto napravila tudi večina držav severa. Sama vloga sužnjev med vojno je bila sicer različna: nekateri so v zameno za kasnejšo osvoboditev sprejeli bojevanje na angleški strani, drugi so se aktivno borili za neodvisno Ameriko, tretji pa so vojno vihro izkoristili za beg. Začetek vprašanja suženjstva je bil temelj kasnejše zrušitve takšnega sistema v ZDA.

## Oblikovanje naroda

### Konfederacija
Drugi kontinentalni kongres je posameznim državam naročil, naj izdelajo svoje ustave in to še pred razglasitvijo neodvisnosti in vojno. S časom so imele vse te države svoje ustave, spisane na hitro in v vojni vihri. Med seboj so se razlikovale, a so bile vse naperjene proti izvršilni oblasti ter so zagotavljale razne neodtujljive pravice in delitev oblasti na tri veje.
Ker so se udeleženci kontinentalnega kongresa zavedali, da bo v vojno potujoča država med vojevanjem in tudi po njem potrebovala upravo, je osem dni po razglasitvi neodvisnosti komite Johna Dickinsona predlagal močno v okviru kongresa delujočo vlado, v katero bi bili vključeni enakopravni predstavniki posameznih držav. Delegati, ki so si predstavljali ohlapno konfederacijo, so predlog zavrnili.
Vprašanje uprave so marca 1781 naposled rešile točke konfederacije (The Articles of Confederation), ki so državam podelile veliko suverenost. Prišlo je do nastanka enodomne zakonodajne oblasti, ki je glasovala po načelu ena država, en glas. Zahodne zemlje nove države so šle v roke zvezni oblasti, ta pa je prevzela tudi zunanjo politiko. Zakon The Northwest Ordinance je preprečil nadaljnji uvoz sužnjev na območje starega severovzhoda ter slednjim zagotovil civilne pravice. Vlada novonastale zveze se je takoj ob ustanovitvi soočila z več strukturnimi teževami: obdavčevanje prebivalcev in več ostalih navadno državnih moči je bilo zaradi revolucionarne zapuščine močno otežkočeno tako na zvezni kot lokalni ravni, posledično je prihajalo do težav pri polnjenju državnega proračuna za uspešno vladanje, pa tudi zunanja politika je oblastnikom povzročala preglavice, kar se je pokazalo v zasedbi nekaterih ozemelj s strani Anglije in več drugih težavah s Španci ter drugimi kolonialnimi narodi v Ameriki.

### Ustavna konvencija
Šibkost tako zvezne kot državnih vlad je botrovala potrebi po reformaciji sistema ter sklicu ustavne konvencije leta 1787 v Filadelfija. Že leto pred tem so se dobili t. i. kozmopolitanci in dorekli svojo idejo vladanja na zvezni in ne toliko na državni ravni, a so se ob tem zavedali, da bo ustavo potrebno potrditi s strani ljudstva, ki je zagovarjalo čim manj vladne oblasti in še slednjo do največje mere na lokalni ravni. Ravno zato je imela kasnejša ustava revolucionarne in konservativne elemente.
Pogovori so pokazali velik razmak med malimi in velikimi državami zveze: slednje so podpirale virginijski načrt, ki je predvideval dvodomni parlament, v njem pa predstavnike glede na število ljudi v posamezni državi, medtem ko so si prve prizadevale za ustanovitev enodomnega parlamenta z enim glasom iz vsake države. Nastali kompromis je bil dvodomni parlament, v katerega zgornjem domu so bili deleži posameznih delegatov določeni po številu prebivalstva, spodnji dom pa je imel deleže po želji manjših držav. Pri razpravljanju, ali naj bodo sužnji všteti med prebivalce, so se zedinili pri ideji, da bi vsak suženj štel tri petine svobodne osebe. Konvencija je dorekla tudi, da bo predsednika volil kongres, ta pa bo imel pomembne moči, kot je poveljstvo nad vojsko ter izbiranje svojega kabineta. Končni sklep je bilo tudi oblikovanje treh vej oblasti, ki naj bi bile močne, a nikoli tiranske.
Zatem se je pričela bitka med dvema interesnima skupinama za oziroma proti ratificiranju ustave na državnih ravneh. Na eni strani so se kozmopolitanski federalisti zavzemali za ratifikacijo s širjenjem svojega prepričanja s pamfleti in po časopisju, tako so do januarja 1788 do ratifikacije pripravili odbore iz Delawara, Pensilvanije, New Jerseyja, Georgije in Connecticuta. Drugo stran pa so predstavljali antifederalisti, ki so bili bolj lokalnega značaja in so bili mnenja, da bo vlada izobražencev in bogatašev vladala državi daleč od njenih ljudi, poleg tega pa tudi, da nova ustava ne bo upoštevala listine Bill of Rights, kar bi lahko vodilo do skrunjenja z vojno priborjenih državljanskih pravic. Pri tekmovanju za ali proti ratifikaciji so bili izidi tesni, a je navadno po obljubi, da bo ustava upoštevala Bill of Rights, julija 1788 tudi preostanek 11 držav ratificiral ustavno pogodbo.

## Zgodnji politični razvoj ZDA
Zaenkrat še redko prebivalstvo nove države, ki je štelo 4 milijone oziroma 1,7 prebivalca na km2, se je v obdobju po vojni na politični ravni ukvarjalo zlasti z deljenjem zvezne in lokalne oblasti in z močjo oblasti nasploh.

### Politika med letoma 1790 in 1815
Večina naseljencev je živela na svojih kmetijah in proizvajala vse za kritje lastnih potreb, višek pa je bil prodan v Evropo, pretežno Britanijo, in suženjske otoke Karibov. Produkcija na takratnih južnih kmetijah je zajemala proizvodnjo riža in indiga v Južni Karolini ter Georgiji, tobaka pa v Severni Karolini in Chesapeakeu. Tudi ti izdelki so potovali v Evropo, pri čemer so svojo pomembno vlogo igrala pristanišča severovzhoda. Tako so državno ekonomijo sestavljale farme, plantaže in pristanišča. To ekonomijo so zvezne oblasti želele zaščititi, kar je bil vzrok vojne 1812.
Zavoljo sprememb v tehnologijah in tipih kulturnih rastlin na plantažah je prišlo do novih oblik suženjstva. Nekateri sužnji so bili v luči revolucije in filozofije človekovih naravnih pravic osvobojeni, spet drugi pa prodani na jug. Zaradi drastičnega povečanja gojenja bombaža in politike zvezne vlade, ki je garantirala možnost uvoza sužnjev le do leta 1808, je prišlo do ogromnega porasta števila sužnjev med letoma 1778 in 1808.
Ob koncu 18. stoletja so ZDA premogle le malo mest, v mestih z nad 2.500 prebivalci je živelo le 5 % prebivalcev in le 5 mest v državi je imelo nad 10 tisoč ljudi (Boston, New York, Filadelfija, Baltimore in Charleston).
Omenjeno obdobje je bilo tudi čas velika porasta idej o demokraciji in omejevanju moči oblasti, svoje terjatve v zvezi s svobodo pa so pridodali še sužnji in celo nekatere ženske. Tudi vera – z največjima cerkvama baptistično in metodistično – v smer duhovne svobode je dala svoj pečat.
Problemi zvezne oblasti so torej ležali v zunanji politiki v smislu ogroženih meja s strani indijancev na zahodu in s strani Angležev na vzhodnem morju ter v notranji politiki v smislu utrjevanja svoje veljave v liberalno nastrojenem okolju. Ravno zaradi slednjega je bila 1789. leta sprejeta deklaracija pravic] (angleško Bill of Rights), ki zagotavlja pravico govora, tiska in vere, pa tudi nošnje orožja in omejevanje zvezne oblasti.
Ta vprašanja so povzročila tudi nastanek dveh političnih taborov, federalistov in Jeffersonovcev. Prvi so bili ustanovitelji Združenih držav in so zagovarjali trdno ter avtoritativno zvezno oblast in visoke dajatve; drugi, zbrani okoli Thomasa Jeffersona, pa so se oklicali za demokratične republikance, ki so si prizadevali za omejeno zvezno oblast in tudi sicer liberalno upravo, ki bi bila dovolj močna za varovanje lastnine in ne dovolj močna za poseganje v slednjo.

### Zunanja politika
Pomemben vpliv na zunanjo politiko ZDA tistega časa je imelo pretresanje zahodnega sveta z napoleonskimi vojnami. Američani so bili sicer neprivrženi vmešavanju v evropske zadeve, a so v vojni podpirali Anglijo kot svojo najtesnejšo trgovsko zaveznico. Jayska pogodba je tako sklenila trgovsko sodelovanje z Anglijo in uredila nekatera druga vprašanja med državama, kar je vznemirilo Francoze in ti so reagirali z oboroženimi trenji na Atlantiku in v Karibih. Federalistična zvezna oblast je zato v tem času oblikovala močno in veliko vojsko.
Zaradi represije oblasti iz tistega tabora je na predsedniških volitvah 1800 zmagal Thomas Jefferson. Med njegove najbolj vidne zunanjepolitične poteze sodi uveljavljanje pravice ZDA do trgovanja s katero koli državo, nakup Louisianskega ozemlja (široko področje, ki presega meje današnje zvezne države  Louisiana) od Francozov leta 1803 in s tem omogočanje neoviranega širjenja mladega kmečkega naroda, 1807. leta pa uvedba embarga na izvoz hrane proti Angliji v upanju, da bo s tem prisiljena spoštovati trgovsko suverenost, a do tega ni prišlo, ukrep pa je skrhal ameriško izvozno ekonomijo. Sicer je bila Jeffersonova poteza posledica trenj med ameriškimi mornarji na morju in angleško mornarico, ki je bila vodilna pomorska sila ter je stražila pred obalo ZDA. Prestregala je trgovske pošiljke za Francoze ter ugrabljala ameriške mornarje (okoli 6 tisoč mož med letoma 1803 in 1812), češ da so dezerterji iz Kraljeve mornarice.

### Druga vojna z Anglijo
Zaradi oviranja na morju in zaradi podpiranja Združenim državam sovražnih indijanskih plemen na zahodu države – staroselski poglavar Tekumse združi plemena v boju proti ZDA – so leta 1812 ZDA razglasile novo vojno proti Britaniji. Ker proti Britancem zaradi neprimerljivih moči niso mogle nastopiti proti morju, so ubrale taktiko napada na angleško kolonijo Kanado in pridobitje talca v obliki kolonialnega ozemlja.
Prišlo je do bojev pod vodstvom generala Williama Hulla, ki je pričel invazijo na Kanado, a so ga Angleži ter njim zavezani ameriški staroselci izrinili nazaj na ozemlje ZDA ter tam oblegali Detroit, s čimer je bila dosežena predaja celotne Hullove vojske. Tudi naslednje bitke istega leta so se iztekle v prid Angležem in plemenom, naslednje leto pa je bilo bolj naklonjeno ZDA, katerih oborožene sile so plule preko jezera Ontario in požgale takratni York oziroma današnji Toronto. Zatem so bili Angleži pregnani z ozemlja ZDA, poveljnik Tekumse je bil ubit v bitki pri Temzi in sledil je dokončni zlom indijanske vojaške moči vzhodno od Misisipija.
1814. leta so se ofenziv lotili Angleži in pustošili mesta vzdolž atlantske obale ter poleti razdejali Washington, D. C. Pri napadu na Baltimore so jih v bitki pri Fort McHenryju zaustavile ameriške sile (ta bitka je bila navdih za kasnejšo The Star-Spangled Banner - himno ZDA). Januarja naslednje leto so bili Britanci poraženi še pri New Orleansu, kjer vojska Andrewa Jacksona ni vedela, da je vojna po gentski pogodbi 24. decembra 1814 že konec. Pogodba je bila poleg vojaških dejavnikov tudi rezultat ameriške in angleške naveličanosti bojevanja po dokončnem porazu Napoleona leta 1814.

## Širitev ZDA
Obdobje po drugi vojni z Britanijo je znano kot doba dobrih čustev (Era of Good Feelings). Leto 1815 je v Evropo prineslo dolgotrajni mir in posledično se je enako zgodilo tudi z ZDA. Prvič po osamosvojitvi so ZDA tako imele čas, ki so ga lahko posvetile notranjim zadevam. To ni pomenilo nič dobrega za domorodce, saj so jih priseljenci do 1830 pospravili onkraj Misisipija in do njega razširili svojo kulturno pokrajino.

### Selitve na zahod
Področje Velikih jezer do 1780. let skorajda ni poznalo belih prebivalcev. Leta 1860 pa je tam živela petina vseh prebivalcev in geografski center populacije priseljencev se je premaknil v Ohio. Ti priseljenci so v regijo prišli v dveh migracijskih tokovih.
Prvi val imigrantov je naselil območje pred letom 1830, sestavljen je bil iz pretežno kmečkih priseljencev z ameriškega juga. Ti so se naselili ob rekah, ki se izlivajo v reko Ohio, in si tako prek Misisipija zagotovili dostop do morja. Njihovo kmetovanje je bilo ekstenzivno in kot tako ni pretirano krčilo gozdov, populacije udomačenih prašičev pa so se svobodno premikale po področju. Izvoz pridelkov je bil skromen, saj je šla njega večina za lastne potrebe, to pa je vplivalo na veliko materialno neodvisnost od drugih predelov ZDA. Trgovanje vzdolž Misisipija je postalo možno z nakupim Louisianskega teritorija in s pregonom upirajočih se ameriških staroselcev z območja v vojni 1812, pot pa je postala učinkovita in ekonomsko smotrna z uvodom parnikov v rečni promet v prvem desetletju 19. stoletja.
Drugi val priseljencev na območje Velikih jezer je časovno umeščen za leto 1830, ko je izgradnja Eriejskega prekopa in vpeljava parnikov na Velika jezera spudbudila k prihodu prišleke iz severovzhodnih ZDA, kasneje pa tudi iz Nemčije in Skandinavije. Narava njihovega kmetovanja je bila usmerjena bolj tržno: zasejali so ogromna polja žit in zagradili svojo živino. Izvoz pridelkov se je zavoljo tega, pa tudi zaradi izgradnje železnice na vzhod, drastično povečal in leta 1860 znašal 70 odstotkov državnega pridelka. V obratno smer so potovali različni izdelki in nedolgo nazaj s staroselskimi plemeni poseljeno območje je vzcvetelo v gospodarski revoluciji.
V deželah ameriškega juga je prišlo do selitev na zahod, ko so ob zaključku druge angleške vojne priseljenci s podporo lokalnih vlad pregnali domorodna plemena Muskogee, [[Cherokee[[, Choctaw idr. z njihovih domov oziroma jim zasegli zemljo. Po teh področjih so hlepeli tako mali kmetje z bornih kmetij kot veliki plantažniki s sužnji in z bombažnimi polji. Polja so od konca 18. stoletja dalje dovajala ogromne profite, zato so se razširila na Georgijo, Alabamo, Misisipi, Tennessee, Louisiano, Arkansas in Misuri. Na ta konec dežele je odšlo mnogo sužnjev iz Chesapeakea in tako je bombažni pas globokega juga postal središče ameriškega suženjstva.

### Vprašanje indijancev
Za Indijance, zlasti za tiste, naseljene vzhodno od Misisipija, je bilo obdobje po drugi angleški vojni črno. Irokezi v državi New York so bili omejeni na rezervate, mnogo pa jih je odšlo v Kanado. Pripadniki plemena Shawnee, ki je vodilo odpor proti belcem na severozahodnih ozemljih, so bili razpršeni po območju. Preostanek staroselcev se je premaknil v Misuri ali Mehiko.
60 tisoč staroselcev iz juga, kolikor jih je tam ostalo, je bilo prisiljenih v prodajo večine svoje zemlje, nato pa priučenih uporabe pluga in pokristjanjenih, zaradi česar so jih beli ljudje imenovali Pet civiliziranih plemen (Cherokee, Choctaw, Chickasaw, Creek in Seminoli). Kljub temu je priseljevanje na njihove zemlje potekalo dalje, predsednik ZDA James Monroe pa je leta 1824 predlagal njih odstranitev na drugo stran Misisipija. indijanci so bili z zvezno vlado sicer dogovorjeni o delitvi zemlje, a so se na njihove proteste zaradi priseljevanja odzvale lokalne vlade s trditvijo, da zvezna oblast nad njihovimi teritoriji nima jurisdikcije. Situacija se je zaostrila v Georgiji, ko je tamkajšnji guverner George Trup pričel z odvzemanjem ozemlja staroselcem ter predajanjem te v roke revnih belih prebivalcev. Plemeni Creek in Cherokee sta se zaradi tega združili kot narod in leta 1827 razglasili svojo republiko z organi in ustavo. Novi predsednik ZDA Andrew Jackson je lokalnim južnim oblastem prepustil rešitev indijanskega vprašanja, delegati plemena Cherokee pa so 1832. leta dobili sodbo proti Georgiji, njena odločitev o prevzemanju staroselskih ozemelj je bila namreč razglašena za neustavno. Sodba pa ni imela praktičnega pomena, saj je predsednik Jackson preprosto ni želel uveljaviti.
Zakon o odstranitvi indijancev 1830 je tem ponudil zvezna ozemlja onstran Misisipija, češ da jim tamkaj zvezna vlada lahko zagotovi mir. Večina staroselcev je ponudbo sprejela, preostanek 18 do 20 tisoč Cherokeejev pa je Jacksonov naslednik Martin van Buren] leta 1838 dal deložirati na območje današnje Oklahome s pomočjo vojske. Pri tem je zaradi suše in hude zime na 1.285 kilometrov dolgi poti solza pomrlo približno 4 tisoč Indijancev. Jackson je to politiko komentiral na način: »Kaj bi dober človek cenil bolj, deželo, prekrito z gozdovi in poseljeno z nekaj tisoč divjaki, ali našo širno republiko, okrašeno z mesti, kraji in cvetočimi kmetijami ter polepšano z vsemi izboljšavami, ki si jih izmisli umetnost ali izvrši industrija, obljudeno z več kot 12.000.000 srečnimi ljudmi in napolnjeno z blagoslovi svobode, civilizacije in religije?«

### Onkraj Misisipija
Intenzivno seznanjanje priseljencev s svetom onkraj Misisipija se je pričelo že z louisianskim nakupom leta 1803. Pridobljeno ozemlje je leto zatem šla raziskovat ekspedicija pod vodstvom Meriwetherja Lewisa in Williama Clarka in s pomočjo Indijanke Sacagawee dosegli Tihi ocean. Severne predele Velikega nižavja so v tistem času zasedali staroselci Siouxi.
Lousiana je postala prva država na zahodni strani Misisipija z letom 1812, Misuri ji je sledil 1821 in Arkansas 1836. Beli ljudje so se nato pričeli za stalno naseljevati na območju Teksasa, takrat dela pred kratkim ustanovljene suverene Mehike, kar je mehiška oblast sprva spodbujala in ob tem precej neuspešno zahtevala prevzem katoliške vere in opustitev suženjstva. Do leta 1835 je bilo v Teksasu 30 tisoč Američanov, ki so ob odločnejšem ukrepanju mehiških oblasti izvedli oboroženo teksaško revolucijo ter razglasili neodvisno Republiko Teksas, predlagali pa tudi nje priključitev k Združenim državam.
Medtem pa so Američani že osvajali ozemlja dlje na zahodu in se preko puščav prebijali do rodovitnih grud Kalifornije in Oregona. Zaradi verskih sporov z drugimi ločinami je mormonska cerkev poiskala svoje zatočišče v samotni dolini Velikega slanega jezera in tam ustanovila Salt Lake City. Vse novo osvojene dežele so bile bodisi del držav bodisi del ozemelj neodvisnih staroselcev.
Politične okoliščine za to širitev so bile primerne zaradi zmernega miru z Britanijo, po Monroejevi doktrini je bila meja z britansko kolonijo Kanado namreč določena in potegnjena po 49. vzporedniku, kar je poglede Američanov s severne meje obrnilo na južno. Združene države so se s Španijo leta 1819 dogovorile za prevzem Floride, ista Adams-Oníjeva pogodba pa je tudi določila mejo med Louisianskim ozemljem in takrat še mehiško Kalifornijo. Pogodba je mejo določala nad Kalifornijo in Nevado vse do Pacifika, kar je pomenilo prvi politično osnovan stik ZDA s Pacifikom, kljub dejstvu, da so si ozemlje Idaha in Oregona še vedno lastili tudi Britanci. Španija je bila pripravljena na te dogovore zaradi revolucionarnega vretja v svojih južnoameriških doktrinah. Zaradi tovrstnih težav je svoje evropske zaveznice pozvala k pomoči, a so se ZDA na to v okviru Monroejeve doktrine odzvale z zahtevo po prenehanju vmešavanja Evrope v zadeve ameriških narodov. Politika je tako omejila dostop starega sveta v Novi svet, obenem pa pustila prostor za priključevanje ozemelj in širitev ter vsakovrstno vmešavanje samih ZDA v tuja območja Amerike.
Politične okvirje širitve je zaokrožila ideja jasne usode (Manifest Destiny), kot jo je poimenoval novinar John L. O'Sullivan leta 1845. Ta je predvidevala veliko Ameriko z ljudmi trde delovne etike in brez divjaških Indijancev, lenih Mehičanov in korumpiranih ter monarhično navdahnjenih Britancev. Slogan s tem v zvezi je bil »Amerika od morja do lesketajočega morja«.
Teksas naj bi se ZDA priključil 1837, a se to zaradi zgodnjih napetosti med suženjskim jugom in nasprotno usmerjenim severom ni zgodilo, in sicer zaradi prepričanosti severnim idejam privrženih zveznih oblasti, da bo morebitna priključitev Teksasa razširila geografski in politični vpliv juga, pa tudi zaradi upoštevanja suverenosti Mehike v regiji. Potek dogodkov pa je spremenila izvolitev Jamesa K. Polka za predsednika – ta je bil goreč zagovornik idej o širitvi ZDA in kot tak izvedel tudi obsežno širitev geografskega prostora države. Polk je pričel delati tudi na priključitvi Teksasa ter Oregona, ki bi pomenil geografsko ojačanje severa in tako pomiritev sil. Zato je podprl priključitev Teksasa, za kar je glasovanje potekalo 4. julija 1845, zraven tega pa predlagal mejo Teksaške republike malone 250 km južneje (na Rio Grande) ter ob tem želel za 30 milijonov USD nakupiti še Novo Mehiko in Kalifornijo. Mehiške oblasti so njegovo ponudbo po hitrem postopku zavrnile.
Kongres je vojno proti Mehiki razglasil maja 1846 po uboju približno desetih vojakov ZDA severno od Rio Grande. Ameriška ofenziva se je pričela s tremi krili in tudi s pomočo ladjevja kmalu dosegla Kalifornijo, kjer so ameriški imigranti medtem že ustanovili neodvisno republiko, kasneje pa je ameriška vojska marširala vse do Ciudad de México. Ta dogodek septembra 1847 je pomenil konec vojne in predajo mehiških sil. Pogodba v Guadalupe Hidalgo je Združenim državam dodelila Teksas, Kalifornijo in Novo Mehiko, za kar je Mehika prejela simboličnih 15 milijonov ameriških dolarjev in bila ob tretjino svojega poprejšnjega ozemlja. Novo pridobljena ozemlja so postala področja tekmovanja med suženjstvu naklonjenimi in nenaklonjenimi skupinami ter napravila podlago za prihajajočo državljansko vojno, ki se je zgodila čez 13 let.

## Socialne razlike med Severom in Jugom
Ameriški sever in jug sta se na različna načina razvijala že vse od ustanovitve države leta 1788. Sever se je hitro spustil v manufakturno proizvodnjo in tržno gospodarstvo ter si s tem zagotovil razvitost in odcep od kolonialne gospodarske oblasti. Jug pa se je oblikoval v plantažni sistem s sužnji, ki je bil življenjsko odvisen od suženjske delovne sile, ta je predstavljala tretjino vsega prebivalstva regije, in mednarodnih trgov. To ga je bolj in bolj pehalo v revščino.

### Sever
Kmetje ameriškega severa so že od dvajsetih let 19. stoletja dalje pridelek, ki je presegal njihove potrebe, izvažali v urbana področja ZDA ter tudi mednarodne trge. V zameno so ta urbana področja proizvajala industrijske proizvode ter jih vračala na deželo in tako vzpostavila od Angležev neodvisen sistem, ki so pred tem obdobjem dovažali končne proizvode v ZDA. K razvoju je ključno pripomogel tudi razvoj prometnih omrežij, sprva parnih ladij na rekah (in Eriejskem prekopu) in zatem še železnic. Mesta so se v takih okoliščinah razvijala z veliko hitrostjo, tako sta se velikim mestom ob atlantski obali pridružili še ruralni trgovski središči Cincinnati in Chicago.
Življenjski standard je postajal višji in višji ter omogočal na pretek hrane. Kljub temu pa je tudi na severu prihajalo do vse večjih socialnih razlik: mestni obrtniki so dobivali vedno več posla ter zato sami pričeli urejati administrativne zadeve, za delo samo pa najemati pomočnike. To je botrovalo nastanku mnogih podjetnikov, ki so si pod seboj ustvarjali delavski razred. Tudi na kmetih je razvoj povzročil večje davke za šolstvo, promet idr., posledično pa več dela in manj povezanosti skupnosti. Tudi dolgovi niso bili več stvar neformalnega razmerja med sosedoma ali sorodniki, pač pa stvar uradnega razmerja med banko in kmetom. Nekateri kmetovalci takšnega tempa življenja niso zdržali in so zato potovali v mesta ter tam oblikovali reven delavski sloj.
Sicer pa so nove revne sloje sestavljali mnogoštevilni priseljenci iz Evrope, med njimi največ Ircev in Nemcev. Ti zgodnji naseljenci neangleškega porekla so se v ZDA umikali pred lakoto in brezposelnostjo in so bili kot v Ameriki rojeni državljani ZDA protestanti ter pretežno izvežbani kmetje ali obrtniki. Novejši imigrantski val z vrhom v 1840. letih je bil manj izobražen ter katoliški in se je zaposloval v težkih delih, npr. v pristaniških dokih. Radikalni protestanti in v ZDA rojeni Američani so kazali negativno nastrojenost do prišlekov, kar je postalo in ostalo tema ameriške politike v nadaljnjem stoletju.
Kljub osvoboditvi izpod suženjskega jarma se črnci na severu ZDA nikakor niso mogli pohvaliti z enakopravnostjo. Zaradi ločevanja v javnih ustanovah ter mnogih področjih dela so pričeli ustanavljati lastne verske skupnosti (npr. v okviru baptistične in metodistične cerkve) in šole, socialne organizacije in časopise.

### Jug
Jug se je gospodarsko razvijal na podlagi plantaž bombaža, ki je predstavljal med polovico in dve tretjini celotne svetovne porabe za takratno razplamtevajočo se industrijsko revolucijo. To je produciralo ogromne dobičke, a obenem zatrlo preostale gospodarske sektorje. Plantažno gospodarstvo je zraven tega ustvarjalo tudi gospodarske razlike že med belimi prebivalci regije. Ker je bil bombaž blago za prodajo na svetovnem trgu, je od tam prihajalo tudi drugo blago in zato južna gospodarska revolucija ni vključevala razvoja lokalne industrije ter gospodarske osamosvojitve izpod Angležev. Regija v tistem času prav tako še ni poznala močnih in pomembnih trgovskih središč oziroma mest.
Ekonomija je bila gospodarsko uspešna, a je regijo politično osamila: suženjstvo je iz severnih ZDA izginilo tik po osamosvojitvi, južnoameriške dežele so ga opustile po razglasitvi suverenosti izpod Španije, tako da so bile po letu 1833 in takratni emancipaciji sužnjev na britanskih karibskih otokih vidnejši svetovni kraji suženjstva le še Brazilija, Kuba in južne Združene države.

## Jacksonova demokracija
Prva faza razvoja političnega sistema ZDA je bila Jeffersonova vizija demokracije oziroma vladanja lastniškega sloja (prvi strankarski sistem). Druga faza je nastopila z Jacksonovo »masovno« demokracijo, ki je vključevala v volilni sistem vse bele moške, še vedno pa ne tudi ostalih prebivalcev. Ta sistem je dajal več moči izvršilni veji oblasti na račun zakonodajnega kongresa (drugi strankarski sistem).
Obdobje 30. in 40. let 19. stoletja je pričela visoka volilna udeležba. Ravno tako je bil to pričetek sistema dveh močnih strank, v začetku Jacksonove Demokratske stranke na eni strani in Whigovske stranke na drugi. Prva si je prizadevala za lokalno avtonomijo in nizke zvezne davke ter sploh skromno vmešavanje države v province. V času vladavine Andrewa Jacksona je prišlo do pomembnih socialnih reform, na primer na področju šolstva, sistema kazni in prohibicije.

## Državljanska vojna
Navkljub dejstvu, da so bila nasprotja med nesuženjskim severom in suženjskim jugom prisotna že lep čas, sta si obe vmešani strani prizadevali za postavitev vprašanja na rob in tako izogibanja sporom. Do sužnjelastništva negativno razpoloženi so se namreč nadejali, da bodo južnjaki sami uvideli nesmotrnost takšnega sistema, a so se motili, saj je prav ta sistem udejanil mogočen razvoj plantažne revolucije. Ameriška politika se je vprašanja razmeroma uspešno ogibala do mehiške vojne, ko je prišlo do pripojitve novih teritorijev in ob teh tudi vprašanja o (ne)obstoju sužnjelastniškega sistema na njih. Član republikanske stranke, ki je zavzemala položaj na branikih protisuženjske politike, Abraham Lincoln je dobil volitve 1860 in povzročil plaz odcepljanja južnih držav. Sledila je vojna.
Nekoliko pred njim je predsednik ZDA James K. Polk (1845-1849) vodil po mnenju mnogih neustrezno politiko, ki naj bi bila bolj zainteresirana za širjenje suženjstva kot za utrjevanje agrarne republike. Ta in njegovi privrženci so predlagali misurski sporazum, po katerem bi bilo lastništvo sužnjev legalno v južnih predelih novo osvojenega ozemlja in nelegalno v severnih. Z drugim predlogom, Wilmotovo kvalzulo, je senator David Wilmot leta 1846 med mehiško vojno zahteval sužnjelastništva svoboden celoten nov teritorij. Klavzula sicer ni šla preko glasovanja v senatu, a je postala glavna oporna točka republikanske stranke. Vprašanje je zaradi nuje – mnogo prebivalcev je že emigriralo na zahod, tako npr. rudosledci v zlati mrzlici 1849 in mormoni, potujoči v dolino Velikega slanega jezera – slabo rešil kompromis 1850, ki je razdelil ozemlja med sever in jug ter določil vprašanje sužnjev za vsako ozemlje ločeno. Sporazum se je v svoji osnovi nagibal v prid severnim politikom, njegovi aneksi pa so imeli pozitivne plati takisto za južne.
Prihodnji razvoj dogodkov je zaostril zakon o begunskih sužnjih, ki je pobeglim sužnjem odrekel pravice zagovarjanja pred zakonom. Poteza ni bila povšeči večini severnjakov in prišlo je do močnega odpora, med ostalim tudi do nastanka dela Koča strica Toma avtorice Beecher Stowe, ki je prodala 1,2 milijona kopij do poletja 1853. Razprava pa je šla dalje in južnjaki ter z njimi več severnih demokratov so predlagali upoštevanje ljudske suverenosti oziroma spust moči odločitve na lokalno raven. Vsi severni vigovci so glasovali proti predlogu in južni pripadniki te stranke so iz nje izstopili ter se pretežno pridružili demokratski stranki. Tako sta se dva glavna strankarska tabora oblikovala po črti sever-jug, pri čemer so demokrati prevzeli jug, 1854. leta osnovani republikanci pa sever in njegovo politično nastrojenost.
Referendum o sužnjelastniškem vprašanju je bil organiziran v Kansasu, kar je povzročilo vroče dogodke in vretje. Ozemlje so zaradi referenduma preplavili protisuženjski priseljenci, na kretnjo pa so se z istim ukrepom odzvali do suženjstva pozitivno razpoloženi državljani Misurija: v času referenduma je v Kansas namreč prišlo dodatnih 5 tisoč Misurijcev in ilegalno glasovalo za ter izglasovalo suženjski sistem. Izida referenduma nasprotna stran ni sprejela in je v konvenciji spisala lokalno ustavo, ki ni omogočala posedovanja sužnjev. Istočasno je prišlo tudi do fizičnih obračunov v senatu, in sicer zaradi žalitev, ki jih je južni senator Andrew Butler] prejel od protisuženjskega senatorja Charlesa Sumnerja. Že izjemno sovražne odnose med stranema je naznanil tudi prosuženjski napad na nasprotnikovo utrdbo v kansaškem Lawrenceu, pa nadalje pokol pet kansaških priseljencev s prosuženjskimi nazori v zameno za omenjen incident. Na volitvah 1860 so bili zavoljo frakcioniranja strank predlagani štirje kandidati, po eden od severnih in južnih demokratov ter eden od preostanka vigovske stranke (takrat že preimenovane v ustavne unioniste) in Abraham Lincoln od republikancev.

### Vojna
Vojna se je pričela z izrazito materialno prednostjo severa. Prebivalcev tega je bilo 22 milijonov, južnjaki pa so premogli le 9 milijonov ljudi in še od tega 4 milijone sužnjev, ki jih ni bilo mogoče vračunati v število morebitnih vojakov. Sever pa je bil tudi tehnološko razvit za razliko od ruralnega juga in je vseboval 90 % produkcijskih kapacitet, 80 % kapitala ter 75 % obdavčljivega bogastva. Severna inflacija v času vojne je znašala 80 %, južna pa vrtoglavih 900 %. Na drugi strani pa je imel jug prednost bojevanja na domačem teritoriju in le potrebe po obrambi svojega ozemlja, ne pa tudi potrebe po ofenzivnih dejanjih. Še ena izmed težav za severno oziroma prednosti za južno vojsko je bila nerazvitost južnih pokrajin in posledična težka prehodnost ter komunikacije.

#### Začetek
Po Lincolnovi zmagi na predsedniških volitvah so južnjaki prišli do sklepa, da nikoli več ne bodo videli prosuženjske oblasti, edina logična poteza na to stvarnost pa je bil odcep od Združenih držav. Ideja je bila utemeljena s trditvijo, da gredo Združene države Amerike lahko narazen na enak način, kot so prišle skupaj, saj naj bi bile posamezne države še vedno suverene. Plaz odcepov je decembra 1860 načela Karolina, do Lincolnove inavguracije je zvezo zapustilo še šest držav globokega juga. Severnjaki so trdili, da je odcepitev pravno nemogoča in da frakcioniranje republik pomeni anarhijo ter revolucijo. Mnenju o revolucionarnem pomenu odcepitve so se kaj radi pridružili tudi južnjaki in oblikovali svojo državo, Konfederativne države Amerike. Njih ustava je bila podobna, a je poleg tega zagotavljala pravico do sužnjelastništva in suverenost držav ter omogočala le en šestletni mandat državnemu predsedniku.
Lincoln se je na revolucionarno dejanje odzval z govorom, ki je omenjal možnost uporabe sile za zavarovanje vojaških utrdb na jugu; ko je sever dejansko želel dobaviti zaloge utrdbi Fort Sumter, je južna milica utrdbo zasula z ognjem in dosegla njeno predajo. V tistem so se od ZDA odcepile še 4 države, medtem ko so oblasti ZDA v zvezi uspele ohraniti štiri najbolj severne države s sužnjelastniškim sistemom. To je bil tudi trenutek odcepitve proti suženjske Zahodne Virginije od poprej enotne Virginije, a je tudi iz prve mnogo mož odšlo na jug in se vključilo v konfederacijsko vojsko.

#### Oboroženi spopadi
Vojska Unije], kot je bila v tistem času označena zveza držav v okviru ZDA, je za napad izkoristila reki Misisipi in Tennessee, tako da je sever do leta 1863 nadziral že vse območje Misisipija z izjemo utrjenega Vicksburga, ki je padel julija 1863; s tem je bila Konfederacija presekana na polovici.
Konfederacijska vojska na čelu z generalom Robertom E. Leejem pa je nadzirala območje Chesapeakea in bila zaradi svojega vodje izjemno sposobna ter odporna, kar se je izražalo v dvakratnih Leejevih ofenzivah in zasedbah predelov ozemlja Unije. Njemu nasproti je stal general Unije Ulysses S. Grant, ki je južnega poveljnika napadel spomladi 1864 in dosegel predajo, a pred tem utrpel številne žrtve. V času obleganja Konfederacije, ko je drugi general Unije William Tecumseh Sherman pritiskal na Atlanto in jo v končni fazi požgal, so severnjaki na predsedniških volitvah 1864 ponovno izvolili Lincolna ter s tem potrdili privrženost vojni proti odcepljeni Konfederaciji. Po 360 tisoč žrtvah iz Unije ter 260 tisoč žrtvah Konfederativnih držav je bila vojna zaključena.

#### Posledice vojne
Osnovni vzrok vojne je bila suženjska problematika, a o tem tako severni kot južni politiki med vojno niso govorili. Prvi so bili namreč primorani v vojno pritegniti množice svojih belcev, ki niso posedovali sužnjev in bi se zato bojevali le za ohranitev Konfederacije, ne pa tudi za ohranitev suženjskega sistema; nadalje pa je bilo treba tudi poskusiti in pridobiti podporo Anglije in Francije, ki v tistem času nikakor ne bi več podprli boja za sužnjelastnike. Pa tudi sever je imel svoje argumente za neodkrito govorjenje o razlogih za vojno: na svojo stran bi bilo namreč smotrno pridobiti severne demokrate in sužnjelastnike mejnih držav, ki bi se ne želeli bojevati za ukinitev sistema s sužnji.
V vojnem obdobju so množice sužnjev zapuščale svoje gospodarje in potovale proti severu, kjer so jih državljani Unije imenovali contrabands. Lincoln je zaradi večajočega se števila omenjenih afroameričanov predlagal postopno emancipacijo sužnjev v mejnih državah z argumentom vključitve teh v vojsko. To je bil način, na katerega so se oborožene sile Unije naposled preobrazile tako v telo za ohranitev združenih ZDA kot v abolicijsko vojsko. Vanjo so bili vključeni tudi črnci, kar je bil dodaten razlog za določeno mero njihove emancipacije, a je ta resnično šla le do določene mere – vprašanje enakosti črncev v ZDA se ni končalo in pravzaprav traja še danes.
Vojna je močno povečala moč centralne vlade, angleščina denimo od takrat omenja ZDA kot edninski samostalnik (United States is ... in ne več United States are ...). Očetje naroda bi se bržčas zgrozili ob pogledu na tako močno vlado obdobja po državljanski vojni.
Jug je bil zavoljo vojne opustošen in njegovo vlaganje v sužnje je zaradi nove politike propadlo, pa tudi njegova gospodarska moč kot posledica izvoza bombaža je zaradi prihoda indijskega in egiptovskega bombaža na svetovni trg med secesijsko vojno razmeroma močno zatonila za vedno. Severnjaki so v vojni premagali južnjake in tako tudi postavljali pravila igre po njej.
Nadaljnje širjenje države na zahod je spodbudila državna uredba, ki je kmetom odredila zvezno zemljo onkraj Misisipija, če so jo ti preobrazili v kmetijske površine. Nekoliko se je izboljšal tudi položaj pred vojno razmeroma slabo sprejetih priseljencev, saj se jim je do določene mere priznalo sodelovanje v vojni. Poleg priseljencev so za spoznanje profitirale tudi ženske, ki so med vojno prevzele moška dela in sodelovale v medicinskih oddelkih oboroženih sil.

## Rekonstrukcija
Povojno obdobje je zaznamovalo vprašanje, kaj storiti s 4 milijoni osvobojenih sužnjev, poleg tega pa potreba po učinkoviti reviziji uprave juga in vnovični povezavi razdeljenega naroda.
S precej blagimi ukrepi je rekonstrukcijo pričel Lincoln, kar je razočaralo republikance, kmalu zatem pa je bil Lincoln tako in tako umorjen. Njegovo predsedniško mesto je zasedel Andrew Johnson, a je upanje republikanskih senatorjev na radikalne ukrepe zopet kmalu splahnelo, saj je Johnson z načrtom predsedniška rekonstrukcija maja 1865 odcepljene države priključil nazaj v zvezo in to pod nezahtevnimi pogoji, ki so med drugim dopuščali sprejetje t. i. Black Codes, ukrepov, ki so močno pristrigli že pridobljene pravice sužnjev. Po dolgotrajnih bojih med predsednikom in kongresom je ta leta 1867 sprejel rekonstrukcijski zakon, ki je zapovedoval sprejetje volilne pravice za sužnje (ustave ZDA) in razdelitev juga na pet vojaških okrožij ter sprejetje nekdanjih konfederativnih držav v Unijo šele po njihovi uveljavitvi 14. amandmaja in nekaterih drugih pogojev, tako tudi ustanovitev Freedmen's Bureauja. Tudi ta načrt je predvideval le začasno vojaško poveljstvo nad jugom in ni zasegal premoženja ali kako drugače kaznoval južnjakov. Že takrat so svoj glas povzdigovale ženske, češ da se načrt ne obrača tudi na njihove volilne pravice, a republikancev vprašanje ni posebno zanimalo, saj so za ohranitev svoje republikanske moči potrebovali le črnsko volilno telo.

### Jug
Južne države so bile do konca marca 1870 priključene nazaj k Uniji, na oblast pa so jim bili tudi s pomočjo črnskih glasov postavljeni republikanci. Upravo so tako sestavljali carpetbaggerji (povojni priseljenci s severa ) in scalawagi (k republikanski strani priključeni južnjaki) ter nekateri afroameričani. Pod takšno upravo se je pričel razvoj regije in utrditev moči oblasti, a so republikanci v večini južnih držav vladali manj od 5 let. Demokrati so namreč organizirali močan odpor, iz katerega je še posebno izstopal Ku Klux Klan iz nekdanjih konfederacijskih vojakov, ter z njim terorizirali nekdanje sužnje in jih odvračali od volilne udeležbe.
Zavoljo prostih sužnjev so južne ZDA doživele obsežne družbene spremembe. Osvobojeni sužnji so migrirali in iskali svoje bližnje, se množično poročali, organizirali svoje cerkve in izobraževalni sistem ter se nasploh odvračali od integracije z belci ter k svoji družbeni samostojnosti. Na področju delovnih razmerij je bil sprva organiziran sistem podpisovanja delovnih pogodb med lastniki plantaž in črnci, a je bila ta oblika preveč podobna poprejšnjemu suženjskemu sistemu, zato je kasneje prišlo da parceliranja plantaž ter oddajanja posameznih kosov zemlje v najem v zameno za tretjino ali polovico pridelka, kar je postalo prepoznavno pod imenom sharecropping. Depresija leta 1873 je v takšna delovna razmerja potegnila tudi množico prej samostojnih kmetov. Hektarski donos se je skozi leta manjšal zaradi slabe pestrosti pridelkov ter posledičnega manjšanja kvalitete prsti.
Republikanska stranka je na jugu vladala kratek čas in z volilno mobilizacijo belih južnjakov je demokratska stranka v kratkem zopet prevzela sedeže v upravnih telesih. Nova oblast je razveljavljala nekatere reforme republikancev in med drugim znižala davke ter zmanjšala vlogo države. Zmanjšane so bile tudi pravice sharecropperjev oziroma pretežno črnskih najemnikov plantažne zemlje, s čimer jim je bila pristrižena družbenopolitična moč. Ob nejasnem izidu predsedniških volitev 1876 so se republikanci v zameno za kongresniške glasove držav juga dogovorili za umik zveznih vojaških enot z juga ter nekatere druge ugodnosti. S tem se je obdobje rekonstrukcije zaključilo. V tem času je južno krilo republikanske stranke malodane izginilo, afroameričani pa se zaradi terorizma skoraj niso udeleževali volitev. Rekonstrukcija tako v celoti ni uspela, saj bi bila zato potrebna vsaj dolgotrajna vojaška oblast na jugu. Vprašanje črnske enakosti je bilo tako znova zares odprto šele v 1960-ih.

### Sever
Sever je vodil povojno rekonstrukcijo. V tem času pa ga je zajelo več korupcijskih afer, tudi v samem kabinetu predsednika Ulyssesa S. Granta. Zaradi petletne gospodarske depresije je državo pretresalo več protestov. Vrhovno sodišče se je vmešalo v uveljavljanje 14. amandmaja k ustavi, kar je odprlo vprašanje razmerja med lokalnim in zveznim državljanstvom.

## Migracije na zahod
Po državljanski vojni je znova prišlo do vprašanj gospodarskega izboljšanja ZDA. V tem okviru so se odvile pospešene migracije prek Misisipija v Veliko nižavje] in Skalno gorovje, kjer so se priseljenci zopet spopadali z domorodci za kvalitetno zemljo. Do konca 19. stoletja so bile te regije že oblikovane v zvezne države in vključene v industrirajoče se ZDA.
Poglavitno infrastrukturo za obljudevanje zahodnih območij so pomenile železnice. Kongres je zato leta 1862 naročil in odobril ter silovito finančno podprl gradnjo železnice s srednjega zahoda na pacifiško obalo. Železnica Union Pacific Railroad je vodila od Nebraske na zahod, kjer se je leta 1869 v Utahu spojila s progo Central Pacific Railroad. Te železniške kompanije so bili pomembni kolonizatorji ameriškega zahoda.
Po vzpostavljeni infrastrukturi je bil cilj privlačevanje priseljencev, kar je vlada izvedla s pomočjo ugodnih pogojev za naselitev, tj. posojil in daritev 160 juter zemlje vsakomur, ki se je bil pripravljen obvezati za pet let kmetovanja, brezplačne železniške vstopnice in možnost odvoza kmetijskih pridelkov na trg vzhodnih ZDA. Oglase o navedenih možnostih je bilo videti tudi v Evropi. Tako se je produkcija kmetijskih pridelkov med letoma 1870 in 1900 podvojila. Za to dejstvo pomembne so bile nove tehnologije, kot sta jekleni plug] in bodeča žica za varovanje drobnice. Kljub temu je bil svet ameriških pionirjev v Wisconsinu, Minnesoti, Iowi, Kansasu, Nebraski in obeh Dakotah krut z mnogih vidikov, tudi ekonomskega: kmetje so se bili primorani zadolževati pri železniških podjetjih ter bili močno odvisni od svetovnih cen pridelkov, izdelovalcev kmečkega orodja in bančnih posojil. To so bili razlogi za ustanovitev National Grange of the Patrons of Husbandry leta 1867, kmetijske zadruge, ki si je prizadevala za sprejemanje regulativnih železniških zakonov ipd. Tovrstni zakoni so bili kasneje dejansko sprejeti, a so se nezadostno lotili problema moči železniških podjetij.
Z izgradnjo železniških povezav so se hitro razvijali tudi ranči, živino je bili opaziti po planjavah vse med Teksasom in Dakotama. Ostra zima 1886-1887, ki je sledila nenavadno suhemu poletju, pa je poslala smrt med črede in tako v bankrot pahnila mnogo rančerjev. Preostali so postali bolj organizirani in pričeli z gojenjem hrane za svojo živino, to pa so zapirali v ograde. Znani so dolgi pohodi kavbojev in njihovih čred iz Teksasa in okoliških držav v Veliko nižavje, kjer so bile živali vkrcane na vlake ter odpeljane na klanje v urbane centre, kakršen je bil, pomembnejši med njimi, Čikago.
Na novem ameriškem zahodu je začenši z zlato mrzlico 1849 v Kaliforniji vzcvetelo tudi rudarstvo. Iskalci zlata so se iz Kalifornije kasneje premaknili v Skalno gorovje], kjer so bili na sledi tudi za srebrom, bakrom in drugimi minerali. Posledica teh mrzlic so za primer mesta Boise, Idaho in Helena v Montani ter Denver v Koloradu. Akterji teh mrzlic so bili posamezni in neodvisni rudosledci, a so jih do konca stoletja v njihovem poslu zamenjala velika rudarska podjetja.
Na ameriški stari zahod se je zlilo mnogo različnih etničnih skupin in ras: prišleki iz Skandinavije in Nemci iz Rusije so naselili farme v Minnesoti in Wisconsinu, Irci, Cornwallci in slovaški rudarji so migrirali v gorske države. Še več pripadnikov drugih evropskih narodov in etničnih skupin se je naselilo in si našlo preživetje v špekulativnih poslih ali rudosledstvu. Kitajski] prišleki, med njimi več od 90 % moških, so z naseljevanjem v Kaliforniji in ustanavljanjem svojih skupnosti v zahodnih mestih pričeli v 1850. letih. Japonci so v 1890. naselili države Pacifiškega severozahoda. Na zahod potujoči afroameričani] so ustanovili nekatera izključno črnska mesta. Mnogo Mehičanov pa se je po koncu mehiške vojne znašlo na ozemlju ZDA, kljub obljubam zveznih oblasti o zaščiti njihove posesti so zaradi rančerjev in drugih dominantnih skupin morali zapustiti svojo zemljo. Vse te različne etnične skupine so ustvarjale neprijazno kulturno okolje, ki se je manifestiralo v ostrih tekmovanjih in trenjih med različnimi skupinami; navzlic temu pa je bil dotok novih priseljencev velik.
Regija je bila nedolgo po začetku kolonizacije močno gospodarsko povezana z ekonomsko razvitim vzhodom in to je napravilo podlago za veliko industrijsko eksplozijo ZDA.

### Vprašanje Indijancev
Še vedno pereč problem za belce so bili Indijanci in obratno. Tamkajšnja plemena so med drugim sestavljali Blackfoot, Sioux, Dakota, Cheyenne, Komanči, Arapaho, Navajo in Apači. Beli človek je staroselcem zaradi svoje kolonizacije že zgodaj povzročal preglavice zavoljo iztrebljanja bizonov in grabljenja plodne zemlje. Priseljenci pa so za učinkovito etnično čiščenje za kolonizacijo predvidenega ozemlja uporabili zvezno vojsko, ki je v 60. in 70. letih 19. stoletja bíla hude bitke ter v končni fazi poskrbela za omejitev domorodcev na rezervate pretežno v Oklahomi, Wyomingu in obeh Dakotah. V zvezi z indijanci se je v poznem 19. stoletju spremenila politika, ki ni več terjala zapiranja v rezervate, pač pa integracijo staroselcev v ameriško družbo. Indijancem so v tem duhu v zameno za odpoved komunalnemu življenju dodelili parcelo in obdelovalno orodje, a je bila takšna politika vseeno nagnjena globoko v prid špekulantom in njihovemu hrepenenju po najboljši zemlji. Leta 1890 so zvezne čete v bitki pri Wounded Kneeju pobile okoli 370 pripadnikov plemena Sioux in s tem dokončno strle oborožen odpor indijancev do imigrantskih belcev.

## Industrijska revolucija in urbanizacija
Zadnjih 30 let 19. stoletja je ZDA poneslo na mesto vodilne industrijske sile sveta. Prednjačila sta zlasti proizvodnja mesa in rudarstvo, poleg tega pa je bila v razmahu tudi organizacija poslov, kvaliteta vsakdanjega življenja in dela nasploh. Takšni ekspanziji so bili vzrok obilna naravna bogastva, nove tehnologije, poceni energija, hiter transport in obilica kapitala ter delovne sile v obliki množic, ki so v tistem času že imigrirale v Združene države. Novi postopki dela so pohitrili način proizvodnje, tako je bil pomemben princip manufaktur. Ko so se podjetniki priučili vodenja gospodarskih aktivnosti prek velikih geografskih razdalj, se je odprla možnost velikih gospodarskih tvrdk, ki so že takrat imele nekatere lastnosti korporacij.
Kljub napredku celotne države je bil jug še vedno zaostal. Četudi je prišlo do poskusov industrializacije regije, ki naj bi jo spodbujali s pozitivni atributi (poceni delovna sila), je v industriji zaposlena delovna sila leta 1900 predstavljala le 5 % celotne sile. Tudi neskladja med belimi in črnimi prebivalci so bila še vedno velika, prvi so skozi pravne poteze ovirali volilne in druge državljanske pravice drugih. O tamkajšnjem rasističnem razpoloženju in nenazadnje tudi revščini in neizobraženosti priča tudi kar 1200 linčanj afroameričanov v zadnjem desetletju 19. stoletja.
Industrializacija in urbanizacija sta še podžgali že tako vroče razpoloženje med kmeti z vedno slabšim položajem ter rastočim razredom kapitalistov. Na političnem nivoju so kmetje potezo napravili s samoorganizacijo in ustanovitvijo ljudske stranke, katere privrženci so bili imenovani populisti. Stranka je podprla mnogo reform in na predsedniških volitvah 1896 podprla demokratskega kandidata Williama Jenningsa Bryana, ki je izgubil proti republikancu Williamu McKinleyu. Njegova zmaga je predstavljala začetek zaporedja republikanskih kabinetov vse tja do New Deala.
Industrijski napredek je močno spremenil življenja Američanov. Gospodarsko prizorišče so na novo zaznamovale velike in močne korporacije. Pomnožil se je izvoz in nekoliko tudi uvoz. Razvil se je upravniški sektor. V tem obdobju so zrasla nova mesta, med njimi najbolj opazna Chicago, Atlanta, Minneapolis, Dallas idr. Prišlo je do skokovitega razvoja domov in transporta ter dviga življenjskega standarda. Praktično življenje Američanov je postalo nestabilno, stanje gospodarstva je pričelo orjaško nihati med hiperprodukcijo in ekonomskimi depresijami. Oblikovale so se velike razlike med revnimi in bogatimi državljani, tako otroci kot odrasli so delali v nezdravih in sploh nevarnih tovarniških okoljih brez tehničnih in pravnih zaščit. Industrijska revolucija je načela nesluteno degradacijo okolja. Korporacije so postale močne in pričele dirigirati življenje ter zaradi svoje obilne rasti pričele stremeti za širitvijo ZDA na nova ozemlja oziroma trge.

### Korporacije in odnos med delodajalci ter delavci
Korporacije so pravna entiteta, ki je namesto svojega lastnika odgovorna za plačevanje dolgov (znano kot omejena odgovornost). Te korporacije so bile osnovane na delnicah oziroma skupinah lastnikov, kar jih je naredilo sposobne velikih vlaganj. V enakem času so se pojavili tudi karteli, ki so skupine lastnikov različnih korporacij združevali v dogovarjanju za sodelovanje in določanje tržnih cen, s čimer je bilo moč zmanjšati ali pa v skrajnem primeru ukiniti tekmovanje med konkurenčnimi družbami. Najbolj znan tovrsten primer tistega časa je Standard Oil Trust, ki ga je leta 1882 ustanovil John D. Rockfeller s sodelavci. Zaradi prevelike moči podjetij je država skušala zavirati monopol in kartele s Shermanovim protikartelnim zakonom (1890). Reševanje težave ni bilo učinkovito, saj so sodišča v praksi tega in podobne zakone uporabljala za sojenje proti delavskim združenjem, ki so organizirala stavke in na ta način bajeslovno ovirala tok trgovine in produkcije. Medtem so korporacije spretno krmarile med zakoni in uspešno dosegale svoje cilje.
Tako se je pričela rast velikih korporacij, kakršna je bila v tistem času The Carnegi Steel Company, njen lastnik pa industrijski tajkun Andrew Carnegie. Ta je neprenehoma iskal nove načine poceni izdelovanja jekla in v ta namen uredil sofisticirane postopke analiz stroškov. Carnegie je spočetka izvedel vertikalno integracijo: pokupil je infrastrukturo vseh segmentov postopka, tj. premogokopne in železove rudnike ter železniško progo in s tem dosegel kontrolo nad celotnim produkcijskim procesom. Zatem je sledila še horizontalna integracija, ki je pomenila nakup konkurenčnih podjetij z metodo nižanja svojih cen in kasnejši prevzem propadle konkurence. Leta 1899 je bila ta železarska družba največja industrijska korporacija na svetu, ki je proizvedla četrtino jekla ZDA.
Velekapitalisti so bili mnenja, da njihov posel širi blaginjo in nudi uspeh tako delavcem kot upravi. Dejansko pa je takšno vedenje pomenilo zmanjšano konkurenco in diktaturo korporacij – to je bil liberalni kapitalizem brez učinkovite državne regulacije, saj so oblasti ZDA med drugim določale visoke carine za tuj uvoz in s tem bledele konkurenco na mednarodni ravni, dajale ugodna posojila železniškim družbam in v sodnih primerih delavcev proti upravam in obratno navadno razsojale v prid zadnjim.
Struktura in nrav delavcev sta se z industrijsko revolucijo spremenili: delavci niso bili nič več kvalificirani in zaposleni v malih delavnicah, pač pa nekvalificirani, nizko plačani in zaposleni v ogromnih tovarnah, plačani za izvajanje monotonega, ponavljajočega se specializiranega dela. Bili so strogo nadzorovani glede uspešnosti in tudi njihova mezda je mnogokrat temeljila na produktivnosti raje kot na času dela. Tako so bili ti zgodnji industrijski delavci slabo zavarovani proti nesrečam pri delu, dolgemu delavniku, rezanju mezd in odpuščanju.
Posledica slabega družbenega položaja je bilo oblikovanje delavskih zvez. Prva nacionalna zveza so leta 1869 postali Vitezi dela (Knights of Labor), ki so na višku svoje moči zanetili številne železniške stavke. Kasneje je organizacija zbledela in prišlo je do ustanovitve American Federation of Labor, ki se je od leta 1886 dalje tako borila za krajše delavnike, višino mezd, delovne pogoje in priznanje zveze s strani uprave. Te delavske zveze so pod svojim okriljem sicer združevale le okoli 5 % vseh ameriških delavcev, a so v štrajke uspele pritegniti številčnejše množice. Sicer nezakonita, s strani nacionalne delavske zveze neodobrena, stavka leta 1877 je kasneje povzročila številne stavke po celotni državi in vodila do množice smrti ter bila ustavljena šele s posredovanjem zveznih čet. 1880. leta so označena kot desetletje desettisočih stavk, ki so sem ter tja vodile tudi do dosege delavskih ciljev. Haymarketski izgred leta 1886 v Chicagu (dogodek je povod za praznovanje današnjega praznika dela) se je končal z bombno eksplozijo, javno mnenje je za incident obsodilo delavsko gibanje in posledica je bila zmanjšanje vpliva delavskih zvez. Moč sindikatov, ki se je pokazala v tem času, je pripeljala do menedžerskega strahu pred njimi, zaradi česar so proti delavskim shodom nemalokrat ukrepali kar vojska in sodni sistem, medtem ko so upravniki od svojih zaposlenih radi terjali podpis t. i. yellow dog contract, ki so delavca zavezovale k nevključenosti v sindikat.

### Priseljevanje
Epohalen industrijski razvoj ZDA je bolj kot kdaj koli prej privlačil imigrante. Med letoma 1865 in 1885 so ti na veliko izvirali v Zahodni Evropi (Anglija, Irska, Nemčija in Skandinavija), medtem ko so po 1880. letih in vse tja do prve svetovne vojne prednjačile množice iz Južne, Vzhodne in Srednje Evrope (Slovaki in Judje iz Avstro-Ogrske ter Ruskega imperija in Grki, Romuni ter Italijani in drugi). V zadnjih dveh desetletjih 19. stoletja so priseljenci prebivalstvenemu številu ZDA tako dodali okoli 9 milijonov, med letoma 1900 in 1914 pa še 13 milijonov. Imigrante so v ZDA napotile zlasti nezavidljive gospodarske razmere v domovinah. Pot so olajšale hitre parniške prekooceanske linije, ki so dolžino potovanja skrajšale s treh mesecev na okvirno dva tedna. Imigiranti so se udomačevali v različnih delih ZDA glede na poreklo: za primer Skandinavci so bili znani po postavljanju kmetij na Srednjem zahodu, medtem ko so se kasnejši priseljenci gostili v mestih in se v njih zaposlovali kot nekvalificirana delovna sila. Chicago je leta 1910 zajemal 80 % prebivalcev, ki so bili imigranti ali njih otroci.
Kulturne razlike, kakršne so npr. med pripadniki protestantskih in neprotestantskih religij, so spodbujale družbena trenja. Ta so bila tudi posledica strahov »domorodnih« Američanov, da bodo ostali brez dobro plačanih služb, vladalo pa je tudi prepričanje o večvrednosti angloameriških in nordijskih od drugih priseljencev. Odklonilen odnos do teh je bil predvsem močan na zahodni obali države vsled močnega dotoka Kitajcev, ki je vodil do sprejetja Chinese Exclusion Act in z njim sprva desetletne in kasneje neomejene zajezitve dotoka Kitajcev. Kongres je naselitev v državi kasneje onemogočil takisto poligamistom, honorarnim delavcem in pacientom. Med radikalnimi skupinami za oviranje dotoka tujcev je bila bolj vidna American Protective Association.

### Urbanizacija ZDA
Imigracije in spremembe funkcij mest ZDA začenši z industrijsko revolucijo so sprožile tudi silovito urbanizacijo. Tako so imela na prelomu stoletja tri največja mesta New York 3,5 milijona, Chicago 1,7 milijona in Filadelfija 1,3 milijona prebivalcev.
Pred industrijsko revolucijo so mesta na prvem mestu služila kot trgovski centri za kmetijske pridelke, produkcija v manufakturah pa je bila navadno zemljeslovno osredotočena na energijske vire. Transport je nato povezal mesta in druge strateške točke ter omogočil v mesta, k delovni sili preseljeno industrijo. Ta so se kmalu identificirala glede na svojo dominantno industrijsko panogo. Urbane centre je spreminjal tudi posledičen močan dotok ljudi z dežele ter iz tujine. Nadaljnji vpliv pa so imele tehnologije, kot so javna prevozna sredstva, novi gradbeni materiali ter uporaba dvigal za omogočanje ter osmišljenje postavljanja nebotičnikov.
Večanje mest je zahtevalo obsežno infrastrukturo ter storitvene dejavnosti. Pojavili so se rezervoarji za vodo, gasilci, policija, socialna oskrba itd.

### Reformizem zgodnjega 20. stoletja
Naraščajoči problemi industrializirane ter urbanizirane družbe, morebiti najbolj opazna med njimi premoženjske razlike in moč korporacij, so terjali temeljite reforme. Zelo različne so zahtevali progresivisti, ki so stremeli k uničenju politične korupcije, omejevanju korporativnih moči, zaščitenju delavcev ter gradnji mostu med revnimi ter bogatimi. Svojo pomembno vlogo pri preobražanju miselnosti in napeljevanju k reformam so imeli novinarji, ki so pisali o močeh podjetniških družb ter politike in drugih družbenih krivicah, pa tudi pisatelji.
V tem smislu je velik pomen nosilo Settlement Movement, ki je za revne, zlasti so bili to imigranti, skrbelo na ravni izobraževanja, sociale, športa in umetnosti. Na nivojih lokalnih oblasti je prišlo do volilnih reform, ki so omogočila ad hoc načine vplivanja ljudstva na politiko (referendum ipd.) ter neposredne volitve senatorjev. V nekaterih državah so se zvišali davki za premožne korporacije, delalo se je na odpravi otroškega dela in izboljšanju razmer v tovarnah, prišlo pa je tudi do prohibicije in evgeničnih idej.
Na državni ravni je pomembno omeniti predsednika Theodoreja Roosevelta, ki je spodbujal uveljavitev delavskih pravic, se zavzemal za državno reguliranje korporacij, preganjal železniški in druge monopole, poleg tega pa podvojil število narodnih parkov ter se tudi na drugačne načine zavzemal za ohranjanje okolja. Njegov naslednik William Howard Taft je bil bolj konservativen, a je dosegel pomembne zmage proti podjetjem ter razbil nekaj velikih kartelov v manjše konkurenčne si družbe. Progesivist je bil tudi naslednji predsednik Woodrow Wilson.

#### Črnci in ženske
Čas industrializacije in urbanizacije Amerike je bil še vedno čas globoke podrejenosti črncev. Ti so bili pretežno revni, živeči kot sharecropperji] na jugu in bili v praksi oropani volilne pravice ter segregirani na javnih mestih. Med letoma 1890 in 1910 se je v iskanju boljšega življenja okoli 200 tisoč afriških Američanov preselilo na sever Združenih držav. Na eni strani je Booker T. Washington črnce pozival, naj se zaposlujejo v tovarnah in s svojim ročnim delom belcem dokažejo gospodarsko pomembnost, sicer pa živijo vsak svoja socialna življenja. Na drugi strani pa je William E. Du Bois omenjeno politiko kritiziral ter se zavzemal za izobraževanje in tovrstno uveljavljanje črnih ljudi. Du Bois je tudi ustanovil National Association for the Advancement of Colored People.
Progresivne ideje so bile blizu tudi feministkam, ki so se med drugim zavzemale za volilno pravico žensk. Na prelomu stoletja so bile z njihovimi aktivnostmi ustanovljene mnoge organizacije za podporo pravic žensk, najvidnejše feministke tistega časa Emma Goldman, Margaret Sanger in Crystal Eastman pa so s svojim delom pomembno zaznamovale obdobje. Do leta 1909 so imele ženske volilno pravico v 4 državah (Kolorado, Idaho, Utah in Wyoming), osvojitev te pravice pa se je zgodila še v zvezni državi New York leta 1917.

## Imperializem
Že od svoje ustanovitve dalje so Združene države pisale pestro zgodovino širitve na tuje teritorije: v zgodnjem času države so bile to Louisianski nakup 1803, mehiška vojna in etnično čiščenje med indijanskimi plemeni ter pripojitev njihovega teritorija. Vedno večji pohlep po širitvi onkraj morja je bil zato samoumeven.
Prvi razlog je bil razširjajoči se trg, ki je bil že zasičen, pa tudi ameriška produkcija je bila bolj in bolj odvisna od uvoženih surovin, kar je vodilo do idej o zavarovanju gospodarskega razvoja Združenih držav in o lastninjenju tujih surovin, ki jih je bilo zaenkrat treba uvažati. Imperialistično politiko pa je gnalo tudi vprašanje prestiža, saj so imele ZDA vizijo pridruženja v klub velikih kolonialnih sil, ki so že poprej narekovale svetovno politiko. Nekoliko pa je bil ameriški imperializem tudi posledica prepričanja o potrebi širjenja krščanske vere po svetu. Vse to je do konca 19. stoletja Združene države vodilo v prikrito ali odkrito kolonizacijo Havajev, Kube, Filipinov in vzhodne Azije.
Kritiki imperializma v ZDA so širili svoje mnenje o neobstoju pravice do prisvajanja tujih teritorijev. Med njimi so bili tudi taki, ki so čutili ogroženost zavoljo morebitnega priseljevanja nebelih imigrantov v primeru priključevanja čezoceanskih ozemelj. V boju proti imperializmu je bila vidna Ameriška protiimperialistična liga.

### Havaji
V 80. letih 19. stoletja so bili havajski otoki monarhija, katere gospodarstvo in politika sta sicer bila pod razmeroma močnim vplivom svetovnih sil. Znak nasprotovanja takšni podrejenosti so bile tamkajšnje volitve 1891, na katerih so Havajčani izvolili svojo kraljico Liliuokalani; ta je spremenila ustavo za utrditev svoje moči. Proti tej potezi so ostro nastopili ameriški lastniki plantaž sladkornega trsa na Havajih, s svojo močjo so tako leta 1893 dosegli njeno odstavitev. Kongresno glasovanje v Washingtonu, D.C. leta 1898 je preprosto odločilo o priključitvi Havajev Združenim državam, ki se je zgodila leta 1900.

### Špansko-ameriška vojna
Interesi ZDA po bogastvih Latinske Amerike so se pokazali v kubanski revoluciji proti španskim oblastem (1895), ko so bile s strani humanitarcev pozvane, naj ukrepajo in napravijo konec krvavemu dogajanju na otoku, pa tudi ameriški podjetniki so bili naklonjeni posredovanju ZDA zaradi svojih ogroženih investicij na Kubi. Ko je ameriška vojaška ladja Maine 15. februarja 1898 eksplodirala v Havani, so Američani odločno nastopili proti Španiji in se pričeli dogovarjati za pomiritev razmer, sprva zagotavljajoč spoštovanje suverenosti Kube. Ker se Španija ni umaknila z otoka, so ji aprila 1898 ZDA napovedale vojno.
Ta se je na terenu pričela z uspešnim napadom na špansko mornarico pri takrat španskih Filipinih. Nekoliko kasneje so se ameriške oborožene sile enako uspešno izkrcale na Kubi in po štirih mesecih bojev v krvavi bitki pri hribu San Juan zatrle špansko vojsko. Zraven tega sta bila okupirana še Puerto Rico in Manilski zaliv.
Februarja 1899 je bila podpisana mirovna pogodba, po kateri je Španija za 20 milijonov USD zmagovalcem predala Filipine, Puerto Rico in Guam, Kuba pa je postala ozemlje ameriškega vpliva. Državni sekretar John Hay je dogodek opisal kot splendid little war, ZDA so v nekaj mesecih postale ena izmed velikih transoceanskih sil. V istem mesecu so Filipinci pod vodstvom Emilia Aguinalda sicer zanetili vstajo in razglasili suverenost naroda, a so bili po 20 tisoč filipinskih žrtvah v boju in 200 tisoč žrtvah kolere poraženi. Kuba je postala protektorat ZDA 1901 - po pogodbi je imela ameriška vojska pravico do vkorakanja v primeru ogrožanja lastnine, svobode ali kubanske »neodvisnosti«.

### Odnosi s Kitajsko
Zaradi ojačenih trgovskih odnosov med ZDA in Kitajsko v 1890. letih so Združene države zahtevale t. i. politiko odprtih vrat, ki bi jim zavarovala Kitajsko pred razkosanjem drugih velesil – Francija, Rusija, Združeno kraljestvo in Japonska so si namreč že lastile svoje dele Kitajske ali pa vplivne cone v njej. Državni sekretar Združenih držav je zato leta 1899 poslal vpletenim državam nekatere zahtevane politične točke v zvezi s trgovanjem in politiko do Kitajske (Rusija in Japonska teh točk sicer nista sprejeli). Leta 1900 je na Kitajskem potekala boksarska vstaja, ki je pripeljala do pokola zahodnjakov in nekaterih Kitajcev v državi, to pa je upravičilo vstop tujih oboroženih sil vanjo in zatrtje upora. Evropske sile so si s takšnim položajem želele razkosanja Kitajske, a je ameriški sekretar Hay prepričal udeležence o ohranitvi kitajske neodvisnosti. Tudi s to potezo so si ZDA zagotovile prost vstop svoje trgovine in misijonarjev na Kitajsko.

### Mednarodni odnosi v začetku 20. stoletja
Ameriški narod je bil že v začetku preteklega stoletja prepričan, da je kot velesila primoran po svetu deliti mir in svojo vizijo demokracije. Še bolj prepričan je bil, da je nujno potrebno zagotavljanje neoviranega mednarodnega trga, a so bile tovrstne težnje zavite v krinko bolj kot sprva omenjeno prepričanje.
Theodore Roosevelt je kot predsednik ZDA k pogovorom pripeljal Ruse in Japonce, tedaj zapletene v rusko-japonsko vojno, in dosegel podpis njihove mirovne pogodbe leta 1905.
Druga pomembna zunanjepolitična okupacija so bila pogajanja s kolumbijsko vlado o koncesiji za gradnjo Panamskega prekopa, ki bi omogočil plutje ameriških ladij z vzhodne obale države v vzhodno Azijo. Ko so pogajanja s Kolumbijo propadla, so ZDA nenadoma podprle izvedbo panamske revolucije, ki je hitro uspela in vzpostavila novo, od Kolumbije neodvisno državo Panamo in njeno oblast. Od slednje so si Združene države kaj hitro ispogajale pravico do gradnje prekopa. Dogodek je nakazal na ameriško poželenje po Latinski Ameriki, ki se je izkazalo za resnično ob Rooseveltovem dodatku k Monroejevi doktrini o zagotavljanju pravice Združenih držav do posredovanja v latinskoameriških državah, če bi te zašle v politiko, ki so jo Američani označili kot chronic wrongdoing oziroma »nemoč, ki bi se izkazala kot splošno sproščanje vezi civilizirane družbe«. Prva praksa tega se je zgodila v Dominikanski republiki: ko je ta zašla v globok mednarodni dolg, so ameriški odposlanci skrbeli za pobiranje njenih carin toliko časa, dokler z njimi ni bilo moč odplačati nastalega dolga. Naslednik T. Roosevelta William Howard Taft je spodbujal vlaganje ameriških podjetnikov v tujini, zlasti v Latinski Ameriki, s čimer bi se spodrinil evropski vpliv in napravil prostor za razvoj ameriškega vplivnega območja. Posledica politike so bile mnoge vojaške avanture ZDA, tako za primer leta 1909 v Nikaragvi, kjer so se vmešale v državljansko vojno in podprle strmoglavljenje voditelja ter tako omogočile vzpon reakcionarnemu režimu. Združene države so se z vkorakanjem leta 1916 vmešale tudi v mehiško revolucijo 1911, a se leto kasneje umaknile. Ostala pa je dediščina nezaupanja latinoameriških narodov do Združenih držav.

## Prva svetovna vojna
Prva svetovna vojna je izbruhnila v Evropi leta 1914 med Avstro-Ogrsko in Nemčijo ter Srbijo na eni ter Združenim kraljestvom, Francijo in Rusijo na drugi strani ter že spočetka tako in drugače vpletala več drugih držav. Združene države so se sicer prva tri leta vzdrževale vpletanja, a je nevtralnost propadla ob nemški agresiji na ameriške civilne ladje. Ameriško gospodarstvo je namreč iskalo svoje partnerje tako v Združenem kraljestvu kot Nemčiji, a so jim trgovanje s slednjimi s svojo močno mornarico preprečili Angleži (proti temu so na diplomatski ravni ostro protestirale ZDA). Ko so Nemci potopili potniško ladjo Lusitania in še nadalje vodili podmorniško vojno, zraven tega pa se z Mehiko dogovarjali za sodelovanje v zameno za morebitne izgubljene mehiške teritorije, so Združene države Nemčiji napovedale vojno, pozneje pa še Avstro-Ogrski.
To je med prebivalstvom zbudilo mešane občutke, kar je bilo pričakovati, saj je Woodrow Wilson na volitvah leta 1916 zmagal pod sloganom »ni nas vpletel v vojno« (He Kept Us Out of War), pa tudi množica prebivalcev nemškega porekla je prispevala svoje negativno razpoloženje. Vojna je število vojaškega osebja v enem letu dvignila z 200 tisoč na 4 milijone.

### Boji v Evropi in ameriška udeležba
Zahodna fronta v Evropi se je okrepila z dodatnimi nemškimi četami po podpisu mirovne pogodbe z Rusijo, ko so nemški vojaki lahko zapustili okope na vzhodni meji. Značilne pozicijske bitke na zahodni fronti so tako postale še dodatno izčrpljujoče.
Ameriška vojska je v Francijo prispela junija 1918 pod poveljstvom Johna J. Pershinga. Nemške sile so pričele veliko ofenzivo marca 1918, ko so bile ameriške čete pod francoskim in angleškim poveljstvom že na položajih. Sveže sile so odbile nemški napad in septembra 1918 s svojimi zavezniki izvedle protiofenzivo pri Verdunu. Centralne sile so se tako zaradi ojačenih nasprotnih čet predale 11. novembra 1918. Vojska ZDA je izgubila le okoli 112 tisoč ljudi, pa še mnogi izmed teh so podlegli zgolj epidemiji gripe 1918 namesto padca pod sovražnikovim orožjem.

### Vpliv na domače prebivalstvo
Združene države so po mobilizaciji svojih moških doživele pomanjkanje delovne sile. Tu je svojo priložnost našlo veliko število afroameričanov, ki so v iskanju dela odšli v severna velemesta. Za delo so poprijele tudi ženske, med drugim so vozile tramvaje in prodajale vojne obveznice ter celo gradile ladje. Ta vključenost in pomembna vloga v vojnem času jim je zagotovila volilno pravico, zagotovljeno v kongresu leta 1919.
Vojna je pomenila tudi rast upravnega aparata in ustanavljanje novih agencij: telesa za nadzor vojaške industrije, administracije železnic, glajenje sporov med delavci in delodajalci zavoljo zamujenih plač (National War Labor Board), propagandni komiteji idr. Za hranjenje državne blagajne so bile uvedene vojne obveznice in višji davki.
Javno mnenje je bilo usmerjeno proti imigrantom, še zlasti tistim nemškega porekla. Sprejeti so bili tudi zakoni za zaščito vlade in vlaganje v vojno, bili so represivni in so povzročili 6 tisoč aretacij in 1500 obsodb zaradi protivojnih aktivnosti, kar je zlasti prizadelo levičarje: v zaporu sta se med drugimi znašla tudi socialist Eugene V. Debs in anarhistka Emma Goldman.

### Versajska pogodba in ameriška vloga
Ameriška politika pred pariško mirovno konferenco in med njo se je vrtela okoli Wilsonovih štirinajst točk, ki naj bi svetu v prihodnje zagotovile mir. Te točke so predvidevale svobodna morja, umik trgovinskih ovir, upoštevanje interesov koloniziranih narodov, zmanjšanje količin orožja, ustanovitev Društva narodov itd. Na konferenci velikih štirih pa so bile razmeroma neupoštevane.
Konferenca je osnovala številne nove države, Nemčija je bila demilitarizirana in olajšana svojih kolonij, poleg tega pa primorana k plačevanju reparacij ter predaji spornega dela ozemlja Franciji. Sklepi konference so imeli mnogo pomanjkljivosti, ki so vodile do novih neravnotežij ter naposled druge svetovne vojne. Ustanovljeno je bilo Društvo narodov, ki pa ga konservativni republikanski kongres pod vodstvom senatorja Henryja Cabota Lodgea ni podpiral; zaradi nepripravljenosti Wilsona za sodelovanje je ameriški načrt o društvu propadel, ZDA niso nikoli pristopile vanj in so z Nemčijo tako podpisale ločeno mirovno pogodbo leta 1921.
Versajska pogodba je slabo rešila povojno stanje, Nemčijo je pahnila v dolgotrajno opustošenost ter obup, kar je v 30. letih botrovalo vzponu nacizma. Amerika je v kratki vojni udeležbi pridobila samozavedanje o sposobnosti političnega in gospodarskega diktiranja svetu. Obdobje pa je tudi začelo prvi rdeči strah (državni tožilec Mitchell Palmer je januarja 1920 povzročil aretacije tisočev ljudi) in z njim mnoge aretacije ter paranojo pred boljševizmom.

## Dvajseta leta: začetki potrošništva
Medtem ko so se evropske sile bavile s povojno obnovo, so ZDA izkoristile naravna bogastva svoje zemlje in svojih kolonij ter doživele ekonomski razcvet. Vse to se je izkazovalo z dajanjem velikih ameriških posojil in za razliko od preteklosti ne več njih prejemanj, z masovno potrošnjo, začetki produkcije na tekočih trakovih in enostavnimi krediti za nove posle.
Zaradi gospodarskih sprememb in političnega konservatizma pa je tudi v 20. letih prihajalo do kulturnih konfliktov. Takšno stanje politike je razpihnil na prvem mestu rdeči strah, razvijali pa so jo zlasti republikanci: »normalnost ... urejen enakomeren tok stvari« (besede predsednika ZDA Warrena G. Hardinga). Pod njim in Calvinom Coolidgem so zrasle cene, davki premožnih so šli navzdol in tudi sicer so bile korporacije v milosti politike. Odklonilen odnos omenjenega časa do tujcev se je kazal tudi v zakonu National Origins Act, sprejetem leta 1924, ki je omejeval priseljevanje glede na število in poreklo prebivalcev Amerike v 1890., kar je močno favoriziralo zahodnoevropejce in oviralo imigrante s preostalih delov Evrope in Azije. Neomejen pa je bil pritok iz Mehike, zato so slednjo po revoluciji zapustile množice in v ZDA prišle iskat kmetijskega dela. Tudi ženske so se kljub volilni emancipaciji dalje soočale s segregacijo na podlagi spola. Iz poglavja političnega konservativizma ZDA dvajsetih let je znan tudi sodni primer tennesseeškega učitelja Johna T. Scopesa, ki je bil leta 1925 obsojen zaradi kršenja lokalnega zakona o prepovedi razlaganja evolucijske teorije. To je bil prvi vidnejši primer debate med tradicionalnim, religiji naklonjenim, in modernim liberalnim. Leta 1919 je bila uvedena prohibicija, ki je razdelila narod in povzročila obilico organiziranega kriminala ter bila po 14 letih zato preklicana. Pred veliko depresijo je zmagal Herbert Hoover, ki je obljubljal »avto v vsaki garaži«.

### Začetki potrošništva
Prenehanje vojne industrije je zatrlo ekonomijo, a le za zelo kratek čas. Do leta 1922 je bila produkcija namreč večja kot kdaj koli prej. Nova, vodilna je bila proizvodnja avtomobilov, med letoma 1916 in 1929 potrojena. Revolucijo je sprožil Fordov model T, ki so ga zaposleni izdelovali po tekočem traku, vsak izmed njih s svojim specializiranim opravilom, ter tako zagotavljali sestavo izdelka v 93 minutah. Ta avtomobil s posledično nizko ceno je bil zato dosegljiv tudi povprečno premožnim ljudem.
Avtomobilska industrija je za seboj potegnila tudi druge, npr. izdelavo avtomobilskih komponent in pridobivanje ter predelavo nafte. Seveda je vzcvetela tudi izgradnja cest in avtocest, ki so spremenile podobo ameriške pokrajine. Razvila se je še mreža prodajalcev avtomobilov – s prodajo na obroke. Nadaljnja posledica povečanja mobilnosti so bila prva bivalna predmestja. Zaradi napeljevanja elektrike h gospodinjstvom se je potrojila poraba energije, pričela se je masovna proizvodnja gospodinjskih aparatov, ki niso bili več luksuz, pač pa so postali nujnost. Izdelava produktov je za seboj potegnila razmah oglaševanja, ki je pitalo želje potrošnikov po blagu, učinkovit sistem kreditiranja pa je te želje udejanjal. To je bil začetek masovnega potrošništva, ki se je po drugi svetovni vojni razširilo na ves industrializiran svet.
Rast produkcije in potrošnje je omogočala nepredvidljive rasti korporacij. Multinacionalna United Fruit Company je vladala latinskoameriškemu trgu sadja. Do konca 1920-ih je 100 korporacij nadziralo okoli polovico narodne ekonomije. Situacija pa se je slabšala za delavce, katerih mezde so se višale počasneje od cen v gospodarsko razvijajoči se družbi. Sindikati so izgubljali vpliv, kmetje pa so proizvajali preveč in bili prisiljeni v spuščanje cen ter vpletanje v mrežo potrošništva in dolga.

#### Masovna kultura
Tudi kultura Američanov se je obrnila v smer potrošništva, saj je postala stvar industrije in ne več amaterskih kulturnikov: to je bila industrija časopisov in radijskega programa, polnega reklam. Tudi film je postajal pomemben medij, zlasti z izdelavo prvega zvočnega filma The Jazz Singer leta 1927.
Pomemben znanilec takratne kulture so postale ženske, imenovane flapper. Obnašale so se napredno in takšna je bila tudi njihova obleka ter pričeska. Bile so simbol nove svobode in novih pravic žensk, a je bila na drugi strani njihova svoboda globoko omejena s številom potrošniških navad, ki so jih priklepale na usluge in izdelke – poleg uporabe kozmetike in urejanja pričesk so trošile tudi cigarete. Tako se je nov, lahkoten in kvazi svoboden način življenja povezal s konservativno usmerjeno politiko in gospodarstvom.
Kultura se je razbohotila tudi med črnci, ki so si na severu ustvarili močne skupnosti (harlemska renesansa). Te so odprle tudi možnost za razvoj prvih nacionalističnih teženj afroameričanov in ustanovitev Universal Negro Improvement Association ter gibanja Back to Africa.

## Velika gospodarska kriza
Povojni gospodarski razmah ZDA je dosegel svoj višek leta 1929, lepo po Hooverjevi osvojitvi predsedniškega položaja. Investitorji so v tedanjem času vlagali ogromne investicije v delnice in te so dosegale vrtoglave cene. Ta mrzlica pa je povzročila borzni zlom 24. oktobra 1929. Neposredno za tem je sledilo prenehane trošenja, zmanjšanje produkcije v podjetjih, ukinjanje ugodnih kreditov – spiralni padec v gospodarsko depresijo se je pričel in nato trajal skozi vsa 1930-ta. Vendar pa za ekonomsko krizo ni bil kriv zlom borze, pač pa jo je ta le naznanil. Splošen problem je bila namreč nestabilna ekonomija 1920-ih oziroma trhli temelji gospodarskega razcveta. Svoje sta dodali tudi neenakomerna razporeditev bogastva in kriza v kmetijskem sektorju, katere delavci (kmetje) so se spopadali s hiperprodukcijo in ujetništvom dolgov.
Brezposelnost v ZDA se je leta 1933 povzpela na 25 %, plače preostalih zaposlenih pa so globoko padle. Za tretjino se je znižal tudi bruto domači proizvod, do leta 1933 je propadlo čez 5 tisoč bank in prek 85 tisoč podjetij. Zrasla so barakarska naselja revežev, ki so se pokrivali s časopisi (t. i. Hooverjeve odeje) in »mahali s Hooverjevimi zastavami«, kot se je reklo praznim žepom. Mladi ljudje so pozabili na svoje načrte o karierah in poprijeli za vsako ponujeno delo. V Velikem nižavju sta obubožana prst in njena skromna uporaba skupaj z izrazito sušo povzročili Dust Bowl. Količina porok in otrok je padla, povečalo pa se je število ločitev. Še posebno visoka brezposelnost je pestila afroameriške skupnosti, katerih 43,5 % moških (v primerjavi z 29,7 % belih moških) je bilo brezposelnih.
Tudi drugje po svetu je v tridesetih letih finančna kriza udarila gospodarstva, in sicer pretežno zaradi slabih povojnih razmer in plačevanja vojnih dolgov. Te države so, zlasti iz ZDA, uvažale več, kot so izvažale.

### Reševanje krize
Ob razmahu krize se je aktiviralo več dobrodelnih organizacij, ki so pomagale na praktični ravni in po svojih skromnih močeh. Zvezne oblasti so po zmanjšanju delovnih mest na jugu pozvale mehiške priseljence k vrnitvi v Mehiko, kamor je teh odšlo ali bilo deportiranih okoli 300 tisoč. V času velike depresije je bila za Američane pomembna tudi pomoč med sorodniki.
Hoover je sicer predlagal nekatere ukrepe, a je njegova takratna politika splošno pojmovana kot minimalna in nezadostna. Predsednik je namreč menil, da je ekonomija sposobna in dolžna poskrbeti sama zase ter da bi razdajanje državnega premoženja pomoči potrebnim pomenilo skrunjenje značaja Amerike. Kasneje je dodelil pomoč korporacijam in bankam z velikimi ugodnimi posojili, ki naj bi po njegovem mnenju sčasoma pricurljala do revnih ljudi. To mu je okrnilo ugled, ki mu je po nasilnem pregonu veteranov na Bonus Marchu padel do te mere, da ga je na volitvah 1932 gladko premagal demokratski protikandidat Franklin Delano Roosevelt.

#### New Deal
Gospodarski program kandidata Roosevelta je tega naposled pripeljal na predsedniško mesto. V namen stvaritve in izvedbe programa je zbral akademske strokovnjake s področja prava, gospodarstva in družboslovnih znanosti ter jih vključil v svoj kabinet. Politično pomembna je bila tudi njegova žena Eleanor Roosevelt, ki je bila politična aktivistka in je podpirala glasove depriviligiranih, tako npr. žensk.
Roosevelt je takoj ob prevzemu oblasti pričel z močnim državnim vmešavanjem v ekonomijo. Pričel je s posredovanjem v ravnokar odvijajoči se bančni krizi, ki jo je zajezil z zaprtjem nekaterih bank in z zakonom Emergency Banking Act, utrjajoč temelje preostalih. Predsednik je v obtok poslal več denarja in opustil zlati standard. V obdobju First Hundred Days (prvih sto dni) je leta 1933 s pomočjo kongresa uveljavil več zakonov in organizacij:
- Agricultural Adjustment Act je od kmetov terjal zmanjšanje pridelka (zakon je kasneje preklicalo vrhovno sodišče)
- National Industrial Recovery Act je sprejel regulacijo in pravično tekmovanje v industriji (takisto preklican leta 1935)
- telo Public Works Administration je bilo ustanovljeno za gradnjo prometne infrastrukture in javnih zgradb
- podjetje Federal Deposit Insurance Corporation je zagotavljalo pridobitev depozitov iz bank v primeru njihovega propada
- telo Tennessee Valley Authority je bilo ustanovljeno za zagotavljanje elektrike jugovzhodu države
- delovni tabori so zagotavljali delo za brezposelne, itd.

Desničarji so te poteze kritizirali zaradi njihove narave vmešavanja države v nacionalno gospodarstvo. Nekateri levičarji pa so bili negativno razpoloženi zaradi domnevno premilih ukrepov, kar je za primer Kalifornijo vodilo do načrta Townsend Plan, po katerem naj bi vsak državljan, starejši od 65 let, od države prejel mesečno 200 USD pod pogojem, da pridobljeni denar v celoti vloži v zagon nacionalne ekonomije. Dvignila se je tudi moč Komunistične partije, ki je zavračala kapitalizem ter zagovarjala pravice delavcev in afroameričanov.
Drugi New Deal je bil sklop ukrepov po letu 1935, med pomembnejšimi:
- ustanovitev National Labor Relations Board, ki je nadzirala odnose med delavci in delodajalci
- ustanovitev Work Project Administration za kratkotrajno zaposlovanje nezaposlenih na javnih projektih
- dvigovanje davkov za korporacije in bogate posameznike
- sprejetje zakona Social Security Act, ki je ustanovil socialno zavarovanje ter pokojnine in druge oblike pomoči za ostarele in nekatere druge pomoči potrebne državljane

Leta 1936 je predsednik Roosevelt zopet premagal svojega republikanskega nasprotnika in tako dobil potrditev podpore za svoj program New Deal. Demokratska stranka se je v tem času preobrazila in postala politično leva, predana delavcem in drugim deprivilegiranim skupinam, nanjo so se z republikanske republikanske obrnili tudi črnci. Leta 1938 je bil sprejet pomemben zakon Fair Labor Standards Act, ki je uveljavljal maksimalne delovne ure in minimalne plače.
New Deal sicer ni končal velike depresije – končala jo je druga svetovna vojna in njena poživitev ekonomije z vojno industrijo –, imel pa je daljnosežne učinke na povečanje vpliva zvezne vlade na življenja državljanov ter oblikoval nove navezave družbenih skupin na stranke ter močno ublažil posledice depresije. Pripeljal je tudi do nove politične filozofije, liberalizma.

## Druga svetovna vojna
Druga svetovna vojna je zrasla na dediščini prve. Zaradi krivic v prvi vojni in povojne stiske so se namreč v 1920-ih in 1930-ih minulega stoletja dvignili totalitarni režimi v Rusiji (tod že v času prve svetovne vojne), na Japonskem, v Italiji, Nemčiji in drugje. Nemčija in Japonska sta tudi izstopili iz Društva narodov ter se skupaj z Italijo povezali v Trojni pakt.
Ameriški narod je bil sicer nenaklonjen novi vojni, saj so tovrstno razpoloženje še vedno gojili spomini iz prejšnje svetovne vojne; obstajala so tudi prepričanja, da so jih trgovci smrti (tj. bankirji in trgovci z orožjem) pahnili v prvo vojno. Zraven tega je bila filozofija ZDA usmerjena v načelno izogibanje težavam Evrope. Zato so v okviru dobrih mednarodnih odnosov leta 1935 priznali Zvezo sovjetskih socialističnih republik in 1936. leta sprejeli skupek zakonov, ki je med drugim prepovedoval prodajo orožja in izdajanje posojil državam v vojni, in sicer tudi tistim vnetim od državljanske vojne (slednje je bilo sprejeto po izkušnji s špansko državljansko vojno, ki se je je sicer na republikanski strani udeležilo opazno število ameriških borcev). ZDA pa niso bile naklonjene japonskemu ter nemškemu ekspanzionizmu – po dejanskem izbruhu vojne vihre 1. septembra 1939 je ameriški izogib vojni postajal vse manj verjeten.
Roosevelt je leta 1939 vpeljal politiko cash and carry, ki je omogočala prodajo gotovinskega plačila in ladijskega odvoza sposobnim državam. Julija 1940 so Združene države britanskemu kraljestvu pričele dovajati pomoč, ki je je bila ta potrebna zaradi pomanjkanja nekaterih dobrin kot posledice vojnega stanja. Ta za ZDA zaenkrat še mirnodobni čas je bilo tudi že obdobje veljave Selective Training and Service Act, ki je registriral 16 milijonov vojaških obveznikov. Razmere so se še dalje zasukale 7. decembra 1941 z napadom japonskih bombnikov na nepripravljeno vojaško pristanišče Pearl Harbour na Havajih, naslednjega dne pa še na vojaško bazo na Filipinih. ZDA so kaj hitro izdale vojno napoved Japonski, Nemčija pa je nedolgo zatem razglasila vojno proti njim.

### Potek vojne
Zavezniške sile so že vse od začetka vojne razpravljale o situaciji po vojni. Združeno kraljestvo in Združene države so se tako srečale januarja 1943 v Casablanci in se dogovorile, da se bodo bojevale do brezpogojne predaje prvotnih držav Trojnega pakta in do njihovega preklica ideologij, ki so povzročile agresijo. Tudi kasneje so imeli sestanki podobne zaključke, a so se skozi celotno vojno že kazala očitna nestrinjanja med ZSSR in Zahodom glede povojnih držav na sovjetski meji.
Vojna je doživela svoj vrhunec leta 1944, ko so se sile osi že umikale. Tako so Sovjeti po predaji 200 tisoč nemških vojakov pri Stalingradu leta 1943 vojsko Tretjega rajha izrinili s svojega ozemlja ter zasedali Vzhodno Evropo. Ostali zavezniki so na čelu z Dwightom D. Eisenhowerjem pripravljali invazijo na Francijo, ki se je zgodila na t. i. dan D, 6. junija 1944 (Izkrcanje v Normandiji (1944)). General George S. Patton je oborožene sile kasneje vodil prek Francije proti Parizu, ta je bil osvobojen 25. avgusta 1944. Zadnji nemški napad je bil ardenska ofenziva 1944. Zavezniki so vstopili v Nemčijo marca 1945 in z Rdečo armado obkolili Berlin ter dosegli predajo sil Tretjega rajha 8. maja 1945, po moskovskem času 9. maja.
Zlasti za ZDA pa vojna še ni bila končana: zahrbtne kopenske, morske in zračne bitke Pacifika so še vedno divjale. Japonska vojska je namreč po začetku agresije osvojila Filipine, Malajski polotok, nizozemske Vzhodne Indije in Burmo. Junija 1942 je prišlo do preobrata ob zaveniški zmagi v bitki pri Midwayu in oborožene sile ZDA so izpod Japoncev prevzemale otok po otok ter dokončno strle japonsko mornarico v bitki v Lejtskem zalivu na Filipinih oktobra 1944. Ker se japonski imperij kljub temu ni vdal, so ZDA po bridkih izkušnjah z Iwo Jime in Okinawe pričeli razmišljati o uporabi jedrskega orožja.
Ta program se je pričel že leta 1941 kot Manhattan Project pod vodstvom J. Roberta Oppenheimerja. Združene države so si namreč prizadevale za izdelavo jedrske bombe pred Nemčijo, poleg tega so kot omenjeno razmišljali o njeni koristnosti v boju z Japonsko ter o povojni dominaciji v geopolitiki (v prvi vrsti v tekmovanju z ZSSR) z njeno pomočjo. Za uporabo atomskega orožja proti Japoncem navdušeni politiki so se zlasti bali velikega števila ameriških žrtev v primeru kopenskega napada na Japonsko in fanatičnosti japonskega vodstva ter oboroženih sil. Uporabi jedrskega orožja nenaklonjeni vplivneži pa so predlagali pogajanja ali testno uporabo atomske bombe za simulacijo in vlivanje strahu japonskemu imperiju. Oppenheimer je dvomil v uspeh prikazovanja moči atomske bombe na nejaponskem terenu in z njim se je strinjal tudi naslednik preminulega Roosevelta Truman, zato je prišlo do pozitivne odločitve o uporabi: 6. avgusta 1945 je orožje letelo na Hirošimo (okoli 70 tisoč neposrednih žrtev in okoli 100 tisoč žrtev sevanja), tri dni kasneje in dan po vojni napovedi Japonski s strani Sovjetske zveze pa še na Nagasaki (okoli 40 tisoč mrtvih). 2. septembra 1945 je japonska oblast sporočila kapitulacijo. Vroče razprave o smotrnosti in upravičenosti uporabe bombe pa so razdvajale tako ameriško kot svetovno družbo še dalje v obdobje po vojni.

### Življenje v medvojnih ZDA
Združene države Amerike so mobilizacijo vojnih obveznikov pričele že pred japonskim napadom na havajsko pristanišče. Iz priprav na vojno je izviralo obsežno ojačenje moči in velikosti državne uprave, takisto je poskočil zvezni proračun, kar je pomagalo k potrditvi Združenih držav kot vojaške, gospodarske in politične velesile. Oborožene sile so do konca vojne štele nekaj več od 16 milijonov članov, od tega 260 tisoč žensk. Ustanovljenih je bilo več novih upravnih teles:
- Joint Chiefs of Staff je bila vojaška svetovalna organizacija
- Office of Strategic Services je bila obveščevalna agencija
- War Production Board je urejala zadeve v zvezi z vojno industrijo
- War Manpower Commission je nadzirala sektorje civilnega dela

Tako je prišlo do vsesplošnih regulacij države, tako glede inflacije in določanja cen kot tudi propagande in racioniranja dobrin.
Začetek druge svetovne vojne je pomenil konec velike depresije, saj je vojna industrija zagotovila mnogo delovnih mest, poleg tega pa se je veliko število moških umaknilo s svojih delovnih mest na fronte in prepustilo delo drugim. Avtomobilske tvrdke so pričele izdelovati tanke in letala, na dan pa so prišle tudi nove industrije. Uvedeni so bili daljši delovni tedni in tudi višje plače. Sindikati so imeli več članov, kmetje pa so lahko zvišali cene pridelkov ter povečali njih proizvodnjo.
Zaradi pomanjkanja delovne sile so za delo poprijele ženske, zlasti je bila razlika vidna pri za ženske nestereotipnih delih modrih ovratnikov, ki so bila tudi bolje plačana (med drugim tudi izdelovanje letal). Ravno tako so možnost dela dobili brezposelni afroameričani, katerih populacijo je prizadevala prej visoka brezposelnost. Ti so se zato v velikih valovih selili na severovzhod države v regije koncentrirane vojne industrije. Oblikovale so se nove črnske skupnosti in vodile do več rasnih nemirov (npr. junija 1943 v Detroitu). Več kot 1 milijon afriških Američanov je bil vključen tudi v vojsko v segregiranih enotah, kar je bil prvi primer vključenja črncev v vojno. Ti so boj proti nacizmu videli tudi kot vzporednico svojemu boju proti rasnemu razlikovanju, kar je napravilo temelje za kasnejši emancipacijski boj teh prebivalcev Amerike. Delavski vodja A. Philip Randolph se je leta 1941 sestal s predsednikom Rooseveltom in zagrozil s protestnim shodom 100 tisoč črncev v Washingtonu, D.C. v primeru neukrepanja proti rasni diskriminaciji na delovnem mestu; Roosevelt je pristal na desegregacijo. Druga svetovna vojna je bila za Američane tudi obdobje zmanjšanega trošenja, varčevanja, trdega dela in medsebojnega sodelovanja. Povzročilo je tudi migracijske tokove belih Američanov, ravno tako na področja vojne industrije in vojaških baz. Zaradi sodelovanja v vojni in sistemu dela je padla obiskanost šol, Američani pa so se tudi bolj zanimali za družinsko življenje.
Zaradi poročil o holokavstvu (ZDA so ga priznale konec leta 1942) je bil v Združenih državah sicer razmeroma pozno ustanovljen War Refugee Board, ki naj bi pomagal žrtvam nacizma. Najbolj so medvojno represijo Združenih držav občutili japonski priseljenci, katerih 120 tisoč, od tega dve tretjini rojeni v Ameriki, je bilo po februarju 1942 interniranih v koncentracijska taborišča v notranjosti zahodnih držav. Izpuščeni so bili do leta 1944. Kongres ZDA je leta 1988 izdal opravičilo in po 20.000 ameriških dolarjev odškodnine še živečim žrtvam tega dejanja. Havajski Japonci – bilo jih je 150 tisoč – niso bili internirani, a so za njih veljala nagla sodišča.

### Posledice
Svet po drugi svetovni vojni je bil na mnogo načinov drugačen od tistega pred njo. Pričela se je štiri desetletja trajajoča oboroževalna tekma med dvema svetovnima velesilama, zaradi katere je svet tudi danes močno ogrožen. Vojna je prinesla tudi mnogo novih izumov:
- penicilin za zdravljenje zavezniških vojakov in kasneje zatiranje otroških smrti ter bolezni sploh
- pesticid DDT za uničevanje malarije in drugih insektivnih bolezni
- nova goriva in motorne tehnologije ter ekspanzija prometa, na novo predvsem letalskega
- radar, polprevodne snovi (osnova za današnjo elektroniko), zamrznjena hrana, uporaba infrardeče svetlobe, sintetični materiali

Na zavezniški strani je v vojni padlo okoli 50 milijonov žrtev in okoli 11 milijonov na strani sil osi. Amerika je zopet doživela gospodarski razcvet zaradi razbohotenja industrije, ki ga je povzročila vlada z več kot 300 milijardami USD, vloženimi v vojno.

## Povojno obdobje
Za ZDA sta čas po drugi svetovni vojni močno zaznamovali hladna vojna na področju zunanje politike in hiperpotrošnja na notranji ravni.
Predsednik Harry S. Truman se je soočil s pritiski z desnega političnega krila. Republikanci so leto po koncu vojne prvič po letu 1928 zopet prevzeli oba domova in s tem sprejemali in spreminjali mnoge zakone, uveljavljenje v preteklem demokratskem obdobju. Sistem je tako postal manj perspektiven za delavce, a bolj za podjetništvo. Zavoljo kongresne moči Truman tudi ni mogel izboljšati družbenega položaja črncev, navzlic temu pa je dosegel zvišanje minimalne plače, razširil socialno kritje in sprožil gradnje poceni hiš, vse v okviru njegovega programa Fair Deal.
V letih 1952 in 1956 je na predsedniških volitvah zmagal Dwight S. Eisenhower, ki je mnogo volilnih glasov dobil na račun svojega položaja generala v minuli vojni. Slednji je še nadaljeval nekatere programe iz sklopa New Deal, dodatno je raztegnil socialno varstvo in organiziral javna dela, leta 1956 pa podpisal še Federal Highway Act, ki je za izgradnjo regionalnega cestnega omrežja Interstate Highway System namenil obsežna sredstva. Pod Eisenhowerjem se je zmanjšal tudi proračun za vojsko. V obdobju njegovega predsednikovanja je vrhovno sodišče pod vodstvom vplivnega Earla Warrena razsodilo, da je segregacija v šolah po 14. amandmaju Ustave ZDA ilegalna, in zatorej odredilo desegregacijo. Zvezni ukrep je ponekod naletel na odpor: arkansaški senator je za preprečenje vstopa devetim črnim študentom v šolo mobiliziral nacionalno gardo; na to se je predsednik ZDA odzval z zveznimi četami, ki so rešile nastali zaplet (incident, znan pod imenom Little Rock Nine).
Leta 1958 so Združene države ustanovile vesoljsko agencijo NASA, ki je bila eden izmed bistvenih akterjev prihajajoče vesoljske tekme. ZDA so nekoliko za Sovjetsko zvezo januarja 1958 v orbito spustile prvi umetni satelit Explorer 1, ravno tako za svojimi tekmeci pa še prvega človeka, Johna Glenna.

### Zgodnja hladna vojna
Ko druge svetovne vojne še ni bilo konec, se je ta že prevesila v stanje, ki je kasneje vodilo v hladno vojno. Slabi odnosi med državama protagonistkama so se vlekli že vse od ruske revolucije 1917 ko so Združene države, Združeno kraljestvo, Francija in Japonska v Rusijo poslale svoje sile za podporo protikomunističnemu odporu. Obe sili sta bili v drugi svetovni vojni sicer zaveznici, a je bilo to zavezništvo krhko zaradi stalnih nestrinjanj kot posledic dveh nasprotnih si ideologij. Američani so bili prestrašeni tudi zaradi grožnje sovjetskega ekspanzionizma.
Glede povojne ureditve je prišlo do velikih nestrinjanj. ZSSR je tako želela demilitarizirano Nemčijo in pod svoj vpliv umaknjeno Poljsko za zavarovanje svoje zahodne meje in tamkajšnjo dominanco, kar je že pred koncem vojne vodilo do vzpostavitve komunističnih režimov v Bolgariji, na Madžarskem in v Romuniji, dva neodvisna komunistična režima pa sta se utrdila v Jugoslaviji in Albaniji. Socializem je zaznamoval tudi poljsko in češkoslovaško povojno družbo. Marca 1946 je britanski ministrstki predsednik Winston Churchill prvič govoril o železni zavesi, ki da jo Sovjeti spuščajo prek Evrope. Komunistična prevlada Združenim državam ni bila pogodu, saj so pod svojimi besedami o možnosti samoodločbe povojnih narodov skrivali želje po vzpostavitvi kapitalizmu oziroma svobodnejšemu trgu odprtih sistemov. Zato so zavzeli pozicijo aktivnega zadrževanja nasprotnika (vigilant containment), ki so se je držali skozi celotno hladno vojno. Nemčija je bila po zrušitvi nacističnega režima razdeljena na štiri okupacijske cone, od katerih je sovjetsko odcepil komunistični voditelj Josif Stalin in na njenem teritoriju ustanovil socializmu podvrženo Nemško demokratično republiko. Sovjeti so z razlogom Dardanel in tamkajšnjega morebitnega prostega prehoda svoje mornarice v Sredozemlje želeli sodelovanja s Turčijo, a so Združene države ukrepale hitro in slednji ponudile zajetno pomoč, ki je pričela dolgotrajno, še vedno obstojno sodelovanje med državama.

#### Trumanova doktrina in Marshallov načrt
Trumanova doktrina ali z drugimi besedami podpiranje vsake oblasti, ki bi ji grozila komunistična revolucija in ki bi se ji ta oblast uprla, je postala aktualna, ko so z jugoslovanskimi in sovjetskimi silami podprti grški komunisti grozili s strmoglavljenjem monarhične vlade leta 1947. Ko so Britanci odrekli podporo tamkajšnji oblasti, so v igro vstopile ZDA in tej ter turški vladi v okviru doktrine namenile 400 milijonov ameriških dolarjev.
Takrat revna in nestabilna Evropa je bila namreč za razvoj socialističnih režimov ploden svet. To je bil povod za organizacijo še enega programa, Marshallovega načrta, ki je v zahodne demokratične režime vlil več kot 13 milijard USD za pomoč in v obrambo proti komunistom. Na to se je Stalin odzval z blokado Berlina, ki je bil tako kot preostala Nemčija razdeljen na štiri cone, a pomaknjen globoko v sovjetski del Nemčije. Truman je zato ukazal neprekinjeno dovajanje zalog v zahodni Berlin med junijem 1948 in majem 1949, znano kot berlinski zračni most. Stalin je svoj ukrep zatem opustil.

#### Ustanovitev NATO, izenačitev sil ter bojevanje na poligonih
Zaradi grožnje napada Sovjetske zveze na zahodni blok se je 11 demokracij te regije združilo v vojaški pakt NATO in se v njem zavezalo, da bodo napad na članico obravnavale kot napad na vse. Nastanek NATO je povzročil tudi ustanovitev Sveta za vzajemno ekonomsko pomoč v vzhodnem bloku.
Kasneje, avgusta 1949, je ZSSR uspešno preizkusila jedrsko bombo in se februarja 1950 povezala v zavezništvo z novoustanovljeno komunistično Ljudsko republiko Kitajsko. Politika zadrževanja je tako pridobila nove dimenzije, saj so tudi Rusi nastopili z grožnjo uporabe atomskega orožja. Truman je nato naročil izdelavo močnejše vodikove bombe in ob tem tudi povišanje vojaškega proračuna na štirikratno prejšnjo vrednost ter organizacijo propagande za prepričevanje naroda v potrebo po oboroževalni tekmi. Zraven tega je bil cilj ZDA vnovično oblikovanje Nemčije kot države in njena ponovna oborožitev, v tem duhu pa je bila podpisana mirovna pogodba tudi z Japonsko in v njej zagotovitev vojaških baz v državi. Vzhodni odgovor na takšno politiko so bile provokacije, ki so vodile v korejsko vojno.
Koreja je bila po osvoboditvi izpod Japonske razdeljena na komunistično Ljudsko republiko Korejo na severu polotoka ter demokratično Republiko Korejo na jugu, meja je potekala po 38. vzporedniku. Ko so se Združene države po juniju 1949 umaknile iz države, so leto kasneje komunisti s severa vkorakali vanjo. Truman je reagiral in vojsko napotil nazaj na polotok, pod poveljstvom Douglasa MacArthurja. Ta je komuniste izrinil čez mejo ter jih pritiskal proti kitajski meji, nato pa zahteval dovoljenje za napad na Ljudsko republiko Kitajsko, a mu je Truman potezo prepovedal in ga kasneje zaradi njegove trme tudi odpoklical. Vojna je bila končana leta 1953, ko se je meja zopet ustalila na 38. vzporedniku.
Josif Stalin je umrl leta 1953, a to ni umirilo vročice hladne vojne, saj je leto dni kasneje njegova država ponovno testirala jedrsko bombo. Eisenhower je oklestil proračun za vojsko, ZDA so zato proizvajale manj konvencionalnega orožja in se bolj posvetile jedrskim programom. Leta 1955 so se predstavniki Združenih držav in Sovjetske zveze dobili v Ženevi in se tam dogovorili za prenehanje jedrskih testov v atmosferi.
Medtem se je ameriški državni sekretar John Foster Dulles s še 43 državami dogovoril za sodelovanje, hladna vojna pa se je obrnila na tretji svet in obvladovanje tamkajšnjih razmer. Leta 1947 je bila ustanovljena CIA, obveščevalna služba za prikrite operacije proti komunističnim režimom ali gibanjem, ki je za primer leta 1954 pomagala zrušiti v smer komunizma potujočo gvatemalsko vlado. Združene države Amerike so se pričele vmešavati tudi v zadeve Azije in Bližnjega vzhoda. V Južni Vietnam so kljub temu, da je bil Eisenhower dvomljiv glede vpletanja v zadeve Južnega in Severnega Vietnama, poslale vojaško in politično pomoč, saj so se bale morebitne reakcije po morebitni vzpostavitvi komunističnega režima v tej deželi: po principu domin bi se celotna regija jugovzhodne Azije lahko znašla pod komunističnim sistemom. Združene države so sprva želele finančno prispevati k egipčanski gradnji Asuanskega jezu, a so po egipčanskem nakupu češkoslovaškega orožja brž umaknile podporo. Dogodek in nadaljnja Naserjeva nacionalizacija Sueškega prekopa sta vodila do sueške krize. Po njej so ZDA razglasile nhowerjeva doktrina|Eisenhowerjevo doktrino]], po kateri bodo ukrepale v katerem koli delu Bližnjega vzhoda, kjer bi sistem ogrožali komunisti. Dejansko so tako npr. leta 1958 v Libanon zaradi državljanske vojne poslali 14 tisoč marincev. Vojaška plat Združenih držav se je razmahnila do te mere, da je Eisenhower ob odhodu iz predsedniškega kabineta opozoril na neupravičen vpliv vojaškega industrijskega kompleksa.

#### Življenje v hladni vojni
Z prebivalce Združenih držav je zgodnja hladna vojna pomenila močno paranojo pred komunizmom, ki je šla vse do domnev, da se bodo komunisti infiltrirali v vlado in jo po možnosti zrušili. Tako je Truman že leta 1947 izvedel Federal Employee Loyalty Program, ki je odpuščal »verolomne« uslužbence. Leta 1949 je sodišče zaprlo 11 visokih predstavnikov Komunistične partije ZDA. Slednja je imela največ članov med drugo svetovno vojno, okoli 80 tisoč, a je njih število do leta 1950 padlo na 30 tisoč. Prihajalo je do mnogih sojenj v zvezi s komunističnimi aktivnostmi, eno izmed njih je bilo sojenje nekdanjemu uradniku State Departmenta Algerju Hissu zaradi domnevnih vohunskih aktivnosti in članstva v komunistični partiji, leta 1951 pa sta bila Julius in Ethel Rosenberg obsojena in usmrčena zavoljo kraje »atomskih skrivnosti«. Tipična in vidna organizacija svojega časa je bila House Unamerican Activities Committee, ki je razkrivala komunistične dejavnosti v državi in na ta način spravljala ob službe ter ugled zlasti delavce v zabavni industriji, umetnike in pisatelje. Znan protikomunist pa je senator iz Wisconsina Joseph McCarthy, ki je preganjal in zasliševal množice ljudi ter trdil tudi, da ima seznam komunistov v State Departmentu. Resničnost izjave sicer ni bila dokazana, a je McCarthyju navzlic temu dvignila vpliv in mu omogočila spravljanje ljudi ob službe ter obtoževanje demokratskega vodstva, češ da je prizanesljivo do komunizma. Pod njegovim vplivom je kongres sprejel zakon o notranji varnosti, razlog za organizacijo Subversive Activities Control Board za nadzor vpliva komunistov v državi. Zakon je naročil še strog nadzor prišlekov iz tujine. Vprašanja hladne vojne so odločila volitve 1952, na katerih je zmagal Eisenhower. Tako se je rdeči strah nadaljeval in se izražal v preganjanju vsakršne koli levičarske kulture ter inteligence. Takšno družbeno vzdušje in početje je bilo znano kot makartizem.
Hladna vojna je v ameriški družbi povzročila razprtije, saj je bila nekoliko bolj zmerna stran prepričana, da je bila sovjetska agresivna politika le posledica ostrih protikomunističnih potez ZDA. Na drugi strani je vladala ideja, da je bila sovjetska politika širjenja presilovita in da je bila posledična hladna vojna neizogibna, saj naj bi se komunizem širil v vse regije z vakuumom politične moči.

### Potrošniška družba
Ameriško gospodarstvo povojnega časa je bilo zopet na nogah. Potrošniki so zahtevali storitve in izdelke, proizvodnja se je sledeč temu obilno povečala in odprla množine novih delovnih mest. Tudi Marshallov načrt in njegovo nudenje obilice novih trgov ter državno zapravljanje za hladno vojno sta imela blagodejen vpliv na število delovnih mest.
V 1950-ih je tako 6 % svetovnega prebivalstva, živečega v ZDA, proizvedlo polovico svetovnih dobrin. Pri tem je bil izjemnega pomena tehnološki napredek in s tem v zvezi cvetenje glavnih ameriških industrij:
- avtomobilska industrija je bila največja državna industrija; pričela je uporabljati avtomatizacijo in s tem dodatno pocenila svoje produkte
- nafta je nadomestila premog in pridobila svoj položaj osrednjega vira energije
- letalska industrija je profitirala od vesoljskih programov in komercializacije letalstva
- kemijska industrija je potrošnikom in drugim industrijam ponudila plastiko, druge sintetične materiale in kemična gnojila
- razmah elektronske industrije je do leta 1965 podjetjem prodala več kot 30 tisoč mainframe računalnikov

Sicer je bila velika novost večajoči se storitveni sektor, ki je ob bok množicam delavcev modrega ovratnika postavila množice delavcev belega ovratnika: širil se je močan srednji razred.
Seveda je prišlo tudi do bogatega dogajanja na področju podjetništva. Tvrdke so se združevale oziroma požirale ena drugo ter se razvijale v megalomanske mednarodne korporacije: Standard Oil (kasneje Exxon) je svoja naftna polja odprl v Venezueli in na Bližnjem vzhodu, Coca Cola je preplavila Evropo s svojimi izdelki in nekoliko tudi tovarnami. Uveljavil se je princip franšiz, tako je prehrambena veriga McDonald's imela svojo prvo leta 1955.

#### Vpliven srednji razred
Standard življenja se je neprimerno dvignil in omogočil več in več ljudem prestop v srednji razred, kamor se jih je po vojni kvalificiralo dve tretjini. To je bil rezultat medvojnega (vladno odpiranje tovarn itd.) in povojnega zapravljanja ter odpiranja novih delovnih mest. Leta 1944 je GI Bill of Rights določil ugodnosti za veterane, med temi tudi pomoč v času iskanja službe in ugodna posojila za hiše.
Čas je zato zaznamovala suburbanizacija, pojav, ko se je v petdesetih letih od 13 milijonov novih hiš zgradilo 85 % teh v predmestjih, s čimer so mesta pridobila velike obroče spalnih naselij. Še en bistven družbeni pojav je bilo drastično povečanje rojstev oziroma baby boom, ki je populacijo ZDA med letoma 1946 in 1964 povečal za 76 milijonov v Ameriki rojenih prebivalcev – otrok se je na višku tega fenomena rodil vsakih 7 sekund. Tudi za ženske je bilo življenje spremenjeno, zlasti v smislu zaposlenosti. Zaradi umika prebivalstva v predmestja so avtomobili postali nujnost, po ameriških cestah jih je leta 1960 vozilo 60 milijonov. To je povzročilo potrebo po državnem omrežju cest Interstate Highway System, ki so ga gradili po letu 1956 in tako še povečali umik prebivalstva iz mest. Tudi vključenost v izobraževalni sistem se je povečala, tretjina vseh znanstvenikov na univerzah pa je bila vključena v vladne raziskovalne programe za vojaške namene.
Prenovljen in močan srednji razred je postal ciljna skupina izdelovalcev izdelkov in ponujalcev storitev, ko so bili državljani zlasti po nakupu domov (ob koncu petdesetih let jih je imelo 60 % družin) in avtomobilov (ob istem času si jih je lastilo 75 % družin) željni novih izdelkov, mnogih od njih razvitih na podlagi vojaških tehnologij, tako sintetičnih mas kot gospodinjskih aparatov, kot so zmrzovalniki, mešalci in pomivalni stroji. Izdelovalci so z vse več oglasi v medijih dodatno spodbujali potrošnjo. Sodoben prenos oglasov je omogočala televizija, ki jo je bilo leta 1960 najti v 90 % gospodinjstev. Ena prvih oddaj je bila I Love Lucy, eden bolj znanih novinarjev tiste dobe pa je bil Edward R. Murrow.

#### Deprivilegirani Američani
Vsi prebivalci ZDA po drugi svetovni vojni niso doživeli gospodarskega razcveta. O tem je pisal politični aktivist Michael Harrington (The Other America: Poverty in the United States), ki je omenjal 50 milijonov socialno nevidnih državljanov. Ob koncu 1950-ih let je 20 milijonov Američanov še vedno živelo pod mejo revščine. Ogroženi so bili upokojenci, migrantski kmetje, revne družine v Apalačih in prebivalci centrov mest. Slednji so živeli v neurejenih komunalnih in socialnih razmerah, od njih je bilo moč pobirati le skromne davke in posledično sta bila tudi urejanje ter obnova skromna. Zvezna pomoč je bila usmerjena v naseljevanje predmestij, torej mimo družbenih slojev v revnih stanovanjskih soseskah mestnih jeder.
Revščina je pestila tudi bracerose, mehiške delavce, ki so bili uvoženi za zapolnitev prostih delovnih mest v času pretekle vojne. V zvezi z njimi je vlada leta 1954 izvedla Operation Wetback, s čimer je več milijonov ilegalno priseljenih Mehičanov vrnila v njihovo domovino. Tudi Indijanci so izkusili bridke dogodke, in sicer zaradi državne terminacijske politike ukinitev rezervatov, poleg tega pa simbolno pomoč in razdeljevanje zemlje iz rezervatov med posameznike, a tudi med bele špekulante. Terminacijski program je pričel kazati znake propada in so ga zato 1963 leta preklicali.
Afroameričani so se še naprej selili na sever, tako jih je leta 1950 več kot tretjina živela izven ameriškega juga. Sharecropping je zaradi avtomatizacije dela skoraj izumrl, črnci pa so se koncentrirali v velikih metropolitanskih območjih, kar jim je zaradi močnih skupnosti omogočilo širjenje idej o rasni enakosti in boju za to. Že v 1940-ih in 1950-ih letih je zveza National Association for the Advancement of Colored People prek sodišč napadla rasno diskriminacijo, njen večji uspeh je bil odločba o desegregaciji šol 1954, kar se je izteklo v dogodek Little Rock Nine. Pri dogajanju so bili pomembni novinarji, ki so lokalne probleme preobrazili v nacionalne in s tem vzpodbujali javno debato. Črnska skupnost v alabamskem Montgomeryju je organizirala bojkot avtobusov, ko je bila Rosa Parks decembra 1955 aretirana zaradi neodstopljenega sedeža belemu človeku. Leta 1957 ustanovljena Southern Christian Leadership Conference, ki je izvajala politiko državljanske nepokorščine, je postala hrbtenica gibanja za državljanske pravice v Združenih državah. V boju za emancipacijo je bila pomembna tudi akcija štirih študentov, ki so se 1. februarja 1960v šoli North Carolina A&T University usedli v del restavracije za belce ter čakali postrežbo; način protesta se je hitro razširil po mestih ameriškega juga. Šestdeseta leta so prinesla še Student Nonviolent Coordinating Committee.

## Družbeni boji šestdesetih let
Šestdeseta leta preteklega stoletja so bila v ZDA obdobje oblastniških liberalnih reform in družbenih gibanj.
Začetek obdobja je zaznamoval John F. Kennedy, ki je republikanskega protikandidata Richarda Nixona premagal na predsedniških volitvah leta 1960. Povečal je vpletenost Amerike v zadeve jugovzhodne Azije, zvišal vojaški proračun, leta 1961 ustanovil Peace Corps za pomoč tujim narodom, predlagal sprejetje listine Civil Rights Bill, a ta do njegovega atentata novembra 1963 še ni bila sprejeta. Na predsedniškem mestu ga je nadomestil Lyndon B. Johnson, ki je v spomin Kennedyju predlagal sprejetje Civil Rights Acta 1964. Novi zakon je prepovedal segregacijo na javnih mestih in diskriminacijo v izobraževalnem ter delovnem sistemu. Med njegove druge notranjepolitične dosežke se šteje zakonodaja War on Poverty, ustanovitev Volunteers in Service to America – domačo različico Peace Corps, uveljavitev dveh zdravstvenih zavarovanj, sprejetje Clean Air Act in zakonodaje za zavarovanje ogroženih vrst. Zaradi ukinitve nacionalnih kvot je bila pomembna poteza sprejetje Immigration and Nationality Act leta 1965. Johnson je na zunanjepolitičnem prizorišču poglobil ameriško vlogo v vietnamski vojni.

### Gibanje za državljanske pravice
Konvergenca dejavnosti za pravice črncev je nastopila prav v 1960-ih, času maršev, bojkotov, neupoštevanja segregacije in diskriminacije. Dogajanje je na svoj način podprla televizija, ki je dogajanje predvajala narodu. Leta 1961 je Congress of Racial Equality organiziral »vožnje svobode« (Freedom Rides), avtobusna potovanja po jugu države, s katerimi bi simbolno desegregirali avtobusne postaje. Tudi v tem času so sodišča nemalokrat odločila, da je afroameričane potrebno vključiti v izobraževalni sistem, temu pa so sledili ulični spopadi med belimi protestniki in policijo ali gardo. Avgusta 1963 se je odvil protestni shod več kot 200 tisoč črncev v Washingtonu, D.C., kjer je Martin Luther King mlajši govoril o svojih sanjah enakosti in svobode ter pravice. Že od 1961. leta dalje se je delalo na registracijah afroameričanov v volilni sistem, ukinjeni so bili namreč testi pismenosti in volilni davki ter tako omogočena volilna udeležba trikrat toliko črnim ljudem.
Avgusta 1965 je gibanje za pravice afroameričanov pokazalo tudi svojo nasilno stran, začenši z nemiri v Los Angelesu. Ti so se odvijali večkrat skozi nadaljnja leta, ene izmed njih z žarišči v več kot 100 mestih je sprožil tudi uboj Lutherja Kinga aprila 1968. Obrnila se je tudi filozofija nekaterih črnskih protestnikov, ki so se zdaj zavezali ideologiji Black Power oziroma rasni ponosnosti namesto prejšnji rasni enakosti. Eden vodilnih je bil Malcolm X, vodja organizacije Nation of Islam, ki je zahteval dosego enakosti na kakršen si že bodi način.
Svoje pravice so zahtevali tudi ameriški staroselci, katerih ideologija pravičnosti je znana kot Red Power. Mehiški priseljenci pa so se za udejanjenje svojih želja borili pod vodstvom Césarja Cháveza, predsednika United Farm Workers Organizing Committee.

### Gibanje za pravice žensk
Ženske so se pridružile reformam ameriške družbe in organizirale vse vrste odpora proti spolni diskriminaciji. Predsednik Kennedy je leta 1961 ustanovil Commission on the Status of Women, ta je leta 1963 poročala o veliki meri neenakosti. Amandma o enakih pravicah iz leta 1972 je razrešil nekaj poglavij problematike, a je ratifikacijo v posameznih zveznih državah dosegel le počasi. 1973 je bil legaliziran splav, prišlo je tudi do revizije izobraževalne literature in do čiščenja elementov seksizma iz nje. Ženske so zasedale vse več sektorjev dela. Njihovo gibanje šestdesetih let pa je pustilo pomembno pravno dediščino.

### Študentska in druga mladinska gibanja
Generacija baby booma je odrasla in se znašla v visokošolskem sistemu ter njegovih kampusih, kjer je bila koncentrirana in imela svobodo razmišljanja ter razpravljanja o zdravju svoje družbe. Iz obdobja so zlasti znani hipiji, ki so zavračali materializem, kritizirali oblast, živeli v komunah, poslušali rock glasbo in imeli liberalna stališča do spolnosti in drog. Zaznamovani so bili s svojim stilom oblačenja in vedenja ter protestiranjem. Avgusta 1969 je hipijevska subkultura dosegla svoj višek s festivalom Woodstock.
Drugi del mladinskega gibanja so predstavljali študentje, ki so v tem desetletju ustanovili Students for a Democratic Society (SDS). Ta je pod taktirko Toma Haydena spisala dokument The Port Huron Statement, ki je zahteval več demokracije (ne le demokracija v elitnih krogih), grajala ameriško usmerjenost v karierizem, materializem, militantno zunanjepolitično razpoloženje ZDA in rasizem. V SDS je bilo vključenih več kot 100 tisoč mladih. V duhu takšnega razpoloženja v mladinskih krogih je prišlo do silovitih protestov in zasedb kampusov oziroma univerz. Študentski protestniki so se združili z demonstranti proti vietnamski vojni in se skupaj tudi spopadali z represivnimi organi: leta 1968 so televizijske podobe policijskega pretepanja šokirale javnost, maja 1970 pa so bili ob življenje štirje študentski protestniki na Ohio Kent State University, ko je na njih streljala narodna garda. Ti protesti so imeli močan vpliv na takratno in nadaljnjo družbo ZDA, pa tudi drugih držav Zahoda, kjer je študentsko gibanje v istem obdobju ravno tako pokazalo svojo družbenopolitično moč.

### Skrb za okolje
Zaradi hudega pritiska na naravno okolje od industrijske revolucije dalje je prišlo do prvih resnih vpraševanj o odnosu med človekom in njegovim okoljem. Rachel Carson je 1962. leta spisala delo Nema pomlad, v katerem je opozorila na škodljivost človekovih klofut naravi, med drugim uporabe pesticida DDT. Na več kot 1.500 fakultetah so se zatem zgodile oblike protestov, znane kot sit-in, in debate o okolju. Nevladna politična dediščina dogajanja so organizacije Environmental Defense Fund (1967), Friends of the Earth (1968), Greenpeace (1970) in Sierra Club Legal Defence Fund (1971). Leta 1970 je okoli 20 milijonov ameriških prebivalcev prvič obeležilo dan Zemlje v znak protesta proti zlorabi okolja.
Na politični ravni so se dejavnosti v povezavi s problematiko odražale v ustanovitvi Environmental Protection Agency, okoljevarstvenikom pa so bile po odločbi vrhovnega sodišča omogočene tožbe podjetij v primeru onesnaževanja okolja in vladnih teles v primeru neuspešnega izvajanja zakona.
Okoljevarstveno razpoloženje nekaterih segmentov javnosti so utrdile nesreče in okoljski problemi v 1970-ih. Leta 1978 je bilo odkrito, da so vzrok pogostih bolezni prebivalcev Love Canala v državi New York škodljivi vplivi snovi iz nekdanjega kemijskega odlagališča odpadkov pod naseljem. Leto zatem pa je eksplozija v jedrski elektrarni na Otoku treh milj v Pensilvaniji opozorila na tveganost uporabe jedrske energije. Kljub vsem ukrepom je situacija s svetovnim okoljem, na katerega v veliki meri negativno vplivajo ZDA, zastrašujoča in se slabša. Resne ukrepe so namreč že tedaj, v času prvih okoljevarstvenih idej, zavirali konservativci z mnenjem, da zaščita okolja pomeni kršenje dela ustave, ki zagotavlja svobodo ravnanja z lastnino in svobodo do podjetništva.

## Hladna vojna 60. in 70. let
Tako zunanjo politiko kot tudi življenje Američanov v deželi sami je v 1960-ih močno ožigosala vietnamska vojna. ZDA so jo pričele za preprečitev širjenja komunizma po jugovzhodni Aziji, tja so pošiljali več in več enot ter se naposled ujeli v zahrbtno džungelsko vojno. Ko so se poraženi umaknili iz dežele, se je družbeno razpoloženje do vlade zaradi izgubljene vojne in neposredno zatem še afere Watergate zelo poslabšalo.
John F. Kennedy je hladno vojno negoval dalje v šestdeseta leta: Združene države so še dalje dovajale pomoč nekomunističnim državam, povečale so število svojih vojakov in raket, ubadale so se tudi s problematično Kubo.
Na njej je v revoluciji leta 1959 oblast prevzel komunist Fidel Castro. Nacionaliziral je lastnino, med to tudi velike količine ameriških vlaganj. Zato so ZDA usposobile kubanske emigrante ter jih poslale v invazijo na Prašičji zaliv, ki se je za napadalce končala klavrno. Castro je zaradi očitnih zunanjih nevarnosti iskal zavezništvo in ga našel v ZSSR, ki so na njegovem otoku namestile svoje jedrske konice. Ko so Združene države leta 1962 ugotovile neugodno resnico, je prišlo do ene najbolj vročih točk v zgodovini hladne vojne. Predsednik Kennedy bi s svoji invazijo na rusko vplivano Kubo lahko povzročil svetovno vojno, z ignoranco do težave pa bi močno ogrozil Ameriko s sovražnimi raketami na svojem pragu. Končna odločitev je bila ultimat Sovjetski zvezi, ki je po nekaj dneh živčnih pričakovanj napovedala umik svojih raket z otoka. Posledično je bil kasneje ustanovljen rdeči telefon med Washingtonom, D.C. in Moskvo, leta 1963 pa je bil podpisan tudi sporazum o omejitvi jedrskih poskusov. Ne glede na to je prišlo do vietnamske vojne, kjer so se zopet udarili interesi kapitalističnega Zahoda in socialističnega Vzhoda.

### Vietnamska vojna
Združene države so po francoskem umiku iz Indokine pomagale južnemu, nekomunističnemu delu Vietnama. Leta 1960 so komunisti na jugu ustanovili Nacionalno fronto za osvoboditev Južnega Vietnama, bolj znano pot pejorativnim imenom Viet Kong, ki se je borila proti kapitalističnemu režimu. Vtem so ZDA povečale število vojaških svetovalcev v regiji s 700 na 16.000. Slednje so podprle tudi vojaški udar, ki je ob življenje spravil južnovietnamskega predsednika Ngoja Dinh Diema. Nedolgo zatem pa je bil ubit tudi predsednik Kennedy in vodenje države je prevzel Lyndon Johnson. Ta je bil glede vietnamskega vprašanja v precepu, nadaljnja udeležba v krizi bi pač povzročila premik sredstev iz njegovega programa Great Society v vojno, morebiti pa bi se izšla tudi v vojaški spopad s Kitajsko. Predsednik je razumel, da bo na drugi strani soočen z očitki svojih političnih nasprotnikov o prizanesljivosti do komunizma.
Naposled se je odločil za aktivno vključitev v vojno in po sprovociranem napadu na ameriške ladje v zalivu Tonkin pred obalo Severnega Vietnama avgusta 1964 je kongres odobril bombardiranje nasprotnikovih tarč. Tega leta je Johnson osvojil volilno tekmo in poslal v Vietnam nove sile, več kot 500 tisoč vojakov. Ameriški general William Westmoreland je želel prizadejati hude izgube sovražniku, a je bil ta v svojem neprehodnem okolju žilav. Januarja 1968 je ta sprožil tudi ofenzivo Tet, ki je za kratek čas dosegla tudi južno prestolnico Sajgon in Južnemu Vietnamu ter oboroženim silam ZDA prizadejala hude izgube. Človeške in finančne žrtve so močno naraščale.
Na notranjepolitični sceni ZDA je bil zato odpor proti vojni leta 1968 že zelo razvit. Ena prvih protivojnih aktivnosti je bil teach-in leta 1965 na Michiganski univerzi. Protestniki so bili pretežno iz vrst mladih, polovica izmed njih študentov, pa tudi veliko število vojnih obveznikov. Dogajale so se zasedbe univerz, ulični protesti in celo protestni pohod na Pentagon. Tudi politični pritiski niso bili šibki, arkansaški senator J. William Fulbright je izvedel več zasliševanj, iz katerih je bilo moč ugotoviti tudi, da je bil napad na ladje v Tonkinškem zalivu dejansko le napihnjen izgovor za napad na Vietnam. Mnogo ljudi je bilo mnenja, da vojne v Vietnamu ni mogoče dobiti in da je bila spočetka državljanska vojna notranja stvar vietnamskega naroda in tako neupravičena do ameriškega posredovanja. Johnson se zaradi pritiskov ni odločil za ponovno predsedniško kandidaturo in tako postal politična žrtev vojne. Leto 1968 je bilo vroče: ubita sta bila Luther King in senator Robert F. Kennedy, prišlo je do nasilja na Democratic National Convention. Na volitvah je zmagal kandidat republikancev Richard Nixon.
Ta je sicer iz Vietnama umaknil množico vojakov, a je okrepil zračne napade na sovražnikove cilje. T.i. vietnamizacija je predvidevala predajo vojskovanja vojski Južnega Vietnama, vloga ZDA pa bi postala le vojaško svetovanje in pomoč. Novi predsednik je odredil tudi bombardiranje Kambodže in Laosa, od koder naj bi po prometnih povezavah sovražnik dobival vsevrstno podporo. Ko so se druge poti zdele že zaprte, je Nixon pričel z iskanjem diplomatske poti iz vojne. Henryja Kissingerja, svetovalca za državno varnost, je poslal v Pariz na pogovore z nasprotnikom, v tem času pa je sam obiskal Kitajsko. Medtem so se protesti nadaljevali, državna garda je maja 1970 na državni univerzi v Kentu, Ohio, ubila 4 študente protestnike. Ob začetku drugega Nixonovega mandata so ZDA in Severni Vietnam v Parizu leta 1973 podpisale mirovno pogodbo, ki je zapovedala umik vseh ameriških sil iz Vietnama, prekinitev vseh vojaških operacij v Laosu in Kambodži ter vrnitev ameriških ujetnikov. Še vedno sta bila v boju Severni in Južni Vietnam, a so komunisti aprila 1975 zavzeli Sajgon in s tem vojni napravili konec.
ZDA so v Vietnamu izgubile 58 tisoč pripadnikov svojih oboroženih sil, te pa so imele tudi 300 tisoč ranjencev. Vietnamska vojna je imela pomembne notranje, pa tudi zunanjepolitične posledice. Kongres je sprejel resolucijo resolucija War Powers|War Powers, ki je omejila predsednikovo moč pri pošiljanju vojske v tujino. Narod je bil namreč odslej bolj previden pri vpletanju v zadeve drugih držav, saj je bila izgubljena vojna za ZDA velika moralna in vojaška blamaža. Javno mnenje se je zavoljo vojne obrnilo proti instituciji vlade zaradi njenih spornih potez, kakršni sta bili napihovanje dejstev o spopadih v Tonkinškem zalivu in skrivno bombardiranje Laosa ter Kambodže. Svoje je k temu dodala še predsedniška afera Watergate.

### Nixon in Watergate
Richard M. Nixon je pri svojem upravljanju zajetno uporabljal svoja pooblastila, zaradi česar je bilo njegovo predsednikovanje označeno za imperialno predsedstvo. Njegov čas je povzročil razmeroma močno inflacijo in deficit (uvoz, večji od izvoza) prvič po 19. stoletju. Nixonovo prizadevanje je zlasti veljalo zunanji politiki: zavezal se je k nadaljnji protikomunistični pomoči v Aziji, a v nikakršnem primeru s kopenskim posredovanjem; ogrel je vezi s Kitajsko, ki jo je kot predstavnik ZDA obiskal prvič po ustanovitvi ljudske republike, nazaj grede pa je v Moskvi podpisal še pogodbo Strategic arms Limitation Treaty I, ki je določala zmanjšanje zalog jedrskega orožja in prenehanje razvijanja novih medcelinskih raket.
Afera Watergate je dobila svoj začetek 17. junija 1972, ko je prav med predsedniško volilno tekmo policija v metropoli ZDA prijela 5 moških, vlamljajočih na sedež telesa demokratske stranke po imenu Democratic National Committee, v stavbnem kompleksu Watergate. Sicer ne posebno opažen incident sta pričela preiskovati dva novinarja in vkup z nekaj zaslišanji se je izkazalo, da je Nixon s sodelavci želel sabotirati svoje politične nasprotnike. Ta je zanikal kakršno koli vpletenost, a so nadaljnje preiskave pokazale še, da predsednik želi prikriti svojo povezanost ter blokirati preiskavo. Julija 1974 so bile pridobljene transkripcije pogovorov, ki so pokazale, da je predsednik vedel za vse dogajanje. Zato je bil obtožen zlorabljanja oblasti, zaustavljanja preiskav in upiranja sodnim pozivom. Še pred glasovanjem glede obtožb je 9. avgusta 1974 s predsedniškega položaja odstopil sam.
Afera je silovita diskreditirala zvezne oblasti ZDA, takisto pa vietnamska vojna, ki je narodu izbrisala samozavest. Prihodnje obdobje je pokazalo skeptičnost državljanov ter iskanje predsednikov, ki bi bili privrženi čim šibkejši oblasti.

## Konec hladne vojne, ZDA kot velesila
Bistveni dogodki za ZDA v zadnji četrtini 20. stoletja so bili konec hladne vojne, zaton industrijskega sektorja ter pojav globalne ekonomije in politike.
Veliko število Američanov]se je preselilo v t. i. sončni pas (Sunbelt), tj. južne in jugozahodne ZDA, kar sta med drugim omogočila iztrebljenje tropskih bolezni ter pojav klimatskih naprav. Tako se je spremenila regionalna in druge strukture prebivalcev. Vpliv demokratov je padal še naprej, njihova politika New Deala pa je šla v pozabo. Južni demokrati so se priključili republikancem, politika pa se je v glavnem obračala na ekonomska vprašanja države. Prišlo je namreč do razmeroma visoke inflacije, rasti brezposelnosti in naftne krize v zgodnjih 1970-ih. Gerald Ford je bil izpostavljen kritikam zavoljo oprostitve Nixonu.
Leta 1976 je na volitvah zmagal demokrat Jimmy Carter, ki je podpiral uveljavljanje človekovih pravic v tujini, a je zaradi neuspešnosti pri sanaciji narodovega gospodarstva na naslednjih volitvah leta 1980 izgubil proti republikancu Reaganu.
Ronald W. Reagan je bil izrazit republikanski konservativec, ki je prikrajšal moč vlade (znana je njegova izjava »vlada ni rešitev problema, vlada je problem«), prepričan je bil tudi, da bo zmanjšanje davkov spodbudilo olajšano ekonomijo do mere, ki bi zaradi rasti nadomestila prejšnje davčne vire proračuna. Reagan je pristrigel socialne programe in povečal proračun za vojsko. Po koncu njegove oblasti je bila država globok dolžnik, a je kljub temu ostal priljubljen. Gospodarstvo se je nekoliko stabiliziralo, vendar je bilo bogastvo razporejeno zelo neenakomerno, zaradi česar se je povečalo število revnih ljudi. Njegova priljubljenost je padla po prodaji orožja Iranu v zameno za ameriške ujetnike v Libanonu, s katere izkupičkom so podprli nikaragvanske revolucionarne skupine Contras, ki so v svoji državi izvedle udar. Ne glede na to je po 8 letih predsedovanja zmagal njegov podpredsednik George H. W. Bush, ki je konservativno politiko nadaljeval. Bush je ZDA vpletel v zalivsko vojno.
Leta 1992 je zmagal Bill Clinton, ki je bil demokrat. Zagovarjal je interese srednjega razreda, njegov glavni cilj je bila reforma zdravstvenega sistema. Ta mu ni uspela, saj so republikanci prevzeli kongresno večino in s tega položaja minirali njegovo politiko. Leta 1998 je imel težave zaradi ljubezenske afere z uslužbenko v Beli hiši, ki jo je pod prisego zanikal.

### Zaključek hladne vojne
Politika umirjanja hladne vojne je v ZDA potekala že od Nixonovega predsedovanja dalje. Gerald Ford je leta 1975 podpisal Helsinške točke skupaj z Sovjetsko zvezo ter drugimi udeleženci. [Carter si je nato prizadeval za reševanje svetovnih sporov, tako je za primer za pogajalsko mizo marca 1979 posedel Izrael in Egipt, ki sta naposled podpisala sporazum v Camp Davidu. Združenih držav dotikajoča se težava je nastala v Iranu, kjer se je januarja 1979 odvila revolucija in na oblast postavila islamske fundamentaliste, skupina revolucionarjev pa je novembra tega leta v Teheranu zasegla 50 Američanov ter jih izpustila šele leta 1981.
Reagan je zopet pričel s pogrevanjem hladne vojne ter oboroževalno tekmo. Sovjetsko zvezo je označil za zlobni imperij, prek agencije CIA pa podprl protikomuniste v Salvadorju ter v Nikaragvi organiziral in financiral gverilsko vojsko. Njegova ideja je bil tudi program Strategic Defense Initiative, bolj znan kot vojna zvezd.
Nedolgo zatem pa je prišlo do serije revolucij, v katerih so komunisti v letih 1989 in 1990 izgubili moč v ZSSR ter kontrolo nad svojim blokom. Bližajoči se konec hladne vojne je bil naznanjen sicer že v letu 1985, ko se je v vrhu sovjetske oblasti znašel Mihail Gorbačov in uvedel politiki perestrojka ter glasnost, s čimer je narasla državljanska svoboda, liberalizirajoča se ekonomija pa je bila pahnjena v hude težave. Gorbačov je za slednje okrivil komuniste ter namesto njih na oblast postavil svobodno izvoljeno zakonodajno vejo oblasti, leta 1989 pa zavrnil pošiljanje čet v vzhodno Evropo, kjer so razpadali satelitski sistemi. 9. novembra 1989 je padel Berlinski zid, razdeljeni Nemčiji pa sta se spojili v eno državo 1990. leta. Samostojnost od Sovjetske zveze je v tem obdobju razglasilo več republik.
Razpad vzhodnega bloka je močno spremenil svetovno politiko. Reagan se je večkrat srečal z Gorbačovom in sklenil kulturno ter znanstveno sodelovanje, zmanjšanje oborožitve ter umik raket iz Evrope. Ameriški kapital je nato preplavil vzhodno Evropo, kjer so se kapitalistične družbene ureditve že korenito nameščale v nova okolja.

### 1990. leta: Amerika kot edina preostala politična in gospodarska velesila

#### Politika
George H. W. Bush je zaradi zapletov med Irakom in Kuvajtom v regijo poslal sprva bombe, nato pa še čete. Te so porazile iraško vojsko, a so se umaknile, preden bi dosegle padec Huseinovega režima. Od takrat do najnovejše iraške vojne je imel Irak stalne težave s svojo ekonomijo, politiko in Združenimi državami.
Oborožene sile ZDA so zatem posredovale v Jugoslaviji, ki se je soočala s krvavimi nasledstvenimi vojnami. Marca 1999 je zveza NATO pod ameriško pobudo bombardirala Srbijo in Kosovo, kasneje pa so tega zasedle mednarodne enote Združenih narodov.
ZDA so na diplomatskem nivoju ostro protestirale proti masakru protestnikov leta 1989 na Trgu nebeškega miru v Pekingu. Ravno tako so opazovali razmere v Latinski Ameriki, ki ni več krvavela v državljanskih vojnah, pač pa so nestabilnost povzročale revščina, gverilske vojske in izdelovanje ter trgovanje z mamili. Združene države so neuspešno sodelovale tudi v pogovorih glede trenj med Izraelci in Palestinci, ki so leta 1987 izvedli vstajo za osvoboditev izpod Izraela.
Narod se je že v 1980-ih spopadal z mednarodnim terorizmom, ta pa je postal še bolj pereč v naslednjem desetletju, ko je leta 1993 prišlo do bombnega napada na newyorško stolpnico WTC in do bombnega napada na zvezni objekt v Oklahoma Cityju.
Združene države so bile ravno tako v tem času prepričane, da se težave svetovnih narodov tičejo tudi njih, zato so se na svoj način pričele lotevati tudi prepada med revnim in bogatim svetom, ki je in še zija med industrijskimi državami Zahoda ter nerazvitimi državami tretjega sveta. Tudi še danes se problema lotevajo s političnim ali v primeru sile vojaškim posredovanjem, saj je 80 % Američanov prepričanih, da njihova vojaška prisotnost po svetu vzpostavlja mir in stabilnost, 50 % njih pa, da prebivalci območij z vojaško prisotnostjo ZDA slednjo podpirajo. Ker nevarnosti po koncu hladne vojne v Sovjetski zvezi ni bilo več, so jo Združene države našle drugje, tokrat predvsem v diktatorskih ali nestabilnih državah in izmakljivem pojmu terorizma.

#### Gospodarstvo
V celotni zadnji četrtini stoletja je močno zamiral industrijski sektor, ko se je družba selila v postindustrijsko dobo. Temu posledično se je razširil storitveni sektor, katerega tipični predstavniki so postali računalničarji, inženirji in menedžerji. Večina uslužnostnih delavcev je prejemala nizka plačila, saj so bili zaposleni v npr. trgovinah na drobno (npr. po dobičku največja svetovna multinacionalka Wal Mart) ali verigah restavracij s hitro prehrano.
Dogajanje je bilo močno povezano z mednarodnim trgom, ki se je na široko odprl še posebno po koncu hladne vojne. Sicer globalni trg sega že v 19. stoletje, razvnel pa se je po drugi svetovni vojni, ko so se iz dežele selila ameriška podjetja, naslednjo fazo globalizacije trga pa so omogočili računalniki konca 20. stoletja in njihova sposobnost instantnih komunikacij na kakršne koli zemeljske razdalje. Gospodarstvo Združenih držav je ob koncu stoletja tako kot preostali zahodni svet postalo življenjsko odvisno od globalnega trga. Nanj so se zanašali milijoni delovnih mest, narodova podjetja pa so se selila v tujino zaradi cenejše delovne sile. Na drugi strani pa so tudi japonske tvrdke postavile nekaj svojih tovarn na tleh Združenih držav. Nihanje cen na finančnih trgih sveta je po novem pomenilo nihanje cen v ZDA in obratno.
Globalni trg je bil v zvezi z Združenimi državami institucionaliziran v Asia-Pacific Economic Cooperation, leta 1994 pa še v sporazumu North American Free Trade Agreement (NAFTA), ki je bil poleg vključevanja Kanade in ZDA kasneje razširjen še na Mehiko. Splošni sporazum o carinah in trgovanju leta 1994 je bil podlaga za ustanovitev danes svetovno pomembne Svetovne trgovinske organizacije.
Čas pospešene globalizacije trga po koncu hladne vojne je prizadel ameriške delavce. Med letoma 1979 in 1995 je bilo v ZDA izgubljenih 43 milijonov delovnih mest, saj so zlasti v 1990-ih tamkajšnja podjetja množično odpuščala uslužbence z argumentom pomembnosti za tekmovanje na globalnem trgu. Delavci so na novih delovnih mestih zaslužili manj, večalo pa se je število honorarno zaposlenih delavcev brez možnosti napredovanja ipd. Osnovni problem novih ekonomskih razmer je bil, da so multinacionalke svoje tovarne umikale v tujino in tam prihranile velike vsote na račun poceni delovne sile, medtem ko cen izdelkov niso spustile za enak delež. Zato je prišlo do enormnih zaslužkov lastnikov korporacij, medtem ko so domači delavci ostali brez služb, bogastvo pa se je mnogo hitreje pričelo pretakati tudi na mednarodni ravni, in sicer iz držav tretjega sveta v smer ameriškega višjega sloja. Zaradi zmanjševanja delovne sile modrega ovratnika je prišlo do zmanjševanja vpliva sindikatov, njih ostanek pa je dodatno ovirala korporativizmu naklonjena Reaganova politika.

### Priseljevanje in mešanje kultur
Združene države Amerike so leta 1965 sprejele Immigration and Nationality Act, ki je preklical priseljenske kvote glede na narodnostno sestavo ameriškega naroda in avtoriziral priselitev 170 tisoč imigrantov letno z vzhodne hemisfere ter 120 tisoč z zahodne. Priseljevanje je po tem močno poskočilo in preseglo te številke zaradi izključenosti družinskih članov že ustaljenih Američanov iz teh omejitev. Leta 1990 pa je kongres sprejel še bolj liberalen zakon, ki je političnim beguncem omogočal azil ter povečal število dovoljenih priseljevanj na 700 tisoč letno.
Leta 1996 je po oceni v ZDA živelo 5 milijonov ilegalnih imigrantov. Ti so skozi 1990-ta prihajali pretežno iz Mehike, Salvadorja, Gvatemale in Haitija. Zato je bil 1996. leta sprejet zakon, ki je sprostil postopek za deportacijo ilegalcev. Prek 70 odstotkov imigrantov je bilo koncentriranih v šestih zveznih državah, leta 1996 je tako polovica izven Združenih držav rojenih prebivalcev bivala v Kaliforniji. V tej zvezni državi so zato lokalne oblasti imigrantom odpovedale pravico do javnih storitev, a je sodišče bistvene člene uredbe preklicalo. V Los Angelesu je leta 1992 prišlo do nemirov med azijskimi in afriškimi Američani.
Z velikim pritokom imigrantov so se pojavila vprašanja o njihovem vključevanju v ameriško družbo. Stalno aktualna tema je bilo dvojezično izobraževanje, ki je bilo uveljavljeno z zakonom iz leta 1968, a sta npr. Kalifornija leta 1998 in Arizona dve leti kasneje sprejeli zakone, po katerih je bila dvojezičnost v šolah praktično odpravljena.

## 21. stoletje
Tudi v 21. stoletje so Združene države vstopile kot edina svetovna velesila, katere ekonomija je cvetela. Kmalu je narod dobil zaušnico z dejanji mednarodnega terorizma, ki je bil bodisi sprovociran s strani ameriške politike bodisi izveden z njeno pomočjo. To je bila podlaga za represivne zakone in izrazito bolj agresivno zunanjo politiko.

### Demografske spremembe
Ameriška populacija se je močno večala in oktobra 2006 dosegla 300 milijonov. Večino dotoka so sestavljali Latinoameričani, katerih populacija v ZDA se je v zadnjem desetletju 20. stoletja povečala za 58 %. Prvič po letu 1930 je bilo tako 10 % Američanov rojenih zunaj države. Prebivalstvo se je poleg tega skladno s trendi v drugih postindustrijskih državah močno postaralo, zmanjšalo pa se je število poročenih parov z otroki.

### George W. Bush
Na predsedniških volitvah leta 2000 sta tekmovala Clintonov podpredsednik Al Gore ter republikanec George W. Bush. Prvi je obljubljal izboljšanje izobraževalnega sistema in ekologijo, Bush pa konservativno politiko manjšanja davkov in preusmerjanje sredstev iz socialne na drugačno politiko. Po volitvah je bilo 5 tednov odprto vprašanje, kdo je zmagal, temu pa je naredilo konec vrhovno sodišče, ki je odločilo, da se prednost podeli elektorskim glasovom namesto ljudskim, ki so krepko favorizirali demokratskega kandidata. Bush je po prevzemu oblasti zmanjšal davke, povečal vlogo cerkvenih dobrodelnih organizacij v socialnem sistemu države in izvedel nekatere druge ukrepe, tipične za desno politiko.
V tem času je nacionalno gospodarstvo doživelo krizo: spočetka so po hitrem postopku začela propadati t. i. dot com podjetja (posel preko svetovnega spleta), katerih moč so investitorji precenili. Sledilo je množično odpuščanje. Po septembrskem terorističnem napadu na ZDA leta 2001 je bila borza nekaj dni zaprta, po odprtju pa so delnice zaradi živčne prodaje investitorjev doživele rekorden padec. Kljub temu, da je po tem dogodku potrošnja nekoliko skromnejša, je še vedno vzpostavljen sistem hiperprodukcije in hiperpotrošnje, znane kot cvetoča ekonomija. George W. Bush je z agresivno politiko državne varnosti in boja proti terorizmu zmagal tudi na volitvah 2004.

#### Septembrski teroristični napadi
Štiri potniška letala so bila ugrabljena v Združenih državah 11. septembra 2001 zjutraj. Dve izmed njih sta trčili v stolpnici Svetovnega trgovinskega centra na newyorškem Manhattnu, ki sta se kasneje sesuli v ruševine, tretje letalo je povzročilo razmeroma majhno škodo ob strmoglavljenju na Pentagon v Arlingtonu, četrto pa je strmoglavilo v Pensilvaniji, domnevno zaradi upora potnikov proti ugrabiteljem. Za dva dni je bil neposredno po incidentih ustavljen ves letalski promet, vojaška letala pa so nadzirala nebo, medtem ko so nacionalne garde stražile napadena mesta. Ameriški narod je šokiralo okoli tri tisoč žrtev, še bolj pa dejstvo, da je tudi po koncu hladne vojne še vedno močno ranljiv. Izbruh sentimentalnosti je povzročil polne rekrutniške centre ter željo po boju proti sovražniku, ki ga sicer ni bilo nikjer.
Ameriška vlada je odkrila, da je teroristične napade izvedla islamska fundamentalistična organizacijo Al Kaida, ki sicer nikoli ni prevzela odgovornosti za napade. Sicer naj bi bila ta odgovorna tudi za napade na več ameriških ciljev po Bližnjem vzhodu v preteklih letih.
Oktobra istega leta je sledil preplah v zvezi z antraksom, ki je pretežno v poštnih pošiljkah prihajal na različne naslove in ugonobil 5 Američanov. Končni sklep je bil, da je pošiljanje antraksa delo notranjega sovražnika.
Ameriški predsednik Bush je pohitel z nabiranjem svojih zaveznikov in skupaj so pričeli bombardiranje Al Kaidinih ter talibanskih ciljev v Afganistanu, rekoč da je slednji osrednja teroristična baza, ki jo talibanski režim tudi podpira. Drugi neposredni ukrep je bila stvaritev zloglasnega telesa Department of Homeland Security (ministrstvo za domovinsko varnost) leta 2002, ki je z združenjem več vladnih agencij za obveščanje in drugih pridobil enormne moči z domnevnim razlogom varovanja Amerike pred terorizmom ter nudenja pomoči v primeru tega. Kongresna preiskovalna agencija je leta 2003 izdala poročilo, ki je agenciji CIA in FBI označilo za odgovorni zaradi nepozornosti in neupoštevanja podatkov o morebitnih bližajočih se napadih, ki naj bi jih imeli že v 1990-ih.

#### Vojna v Iraku
Po invaziji na Afganistan je predsednik Bush pričel z aktivnimi grožnjami Iraku. Ta je pod svojim predsednikom Sadamom Huseinom leta 1998 odstopil od sodelovanja z inšpektorji ZN glede izdelovanja biološkega in kemijskega orožja, kar je izkoristil ameriški predsednik Bush in od Iraka zahteval takojšnjo osvežitev sodelovanja, za nasprotni primer pa ga je kongres pooblastil za uporabo sile. Inšpektorji Združenih narodov so v državo prišli še novembra 2002 in pričeli z delom, a to Združenih držav ni zadovoljilo, zato so trdile, da država premalo sodeluje z ZN in tako iskali avtorizacijo te organizacije za uporabo sile nad Irakom. Ker se večina pomembnih držav ni strinjala glede posredovanja, so ZDA napravile načrt o samostojnem napadu na Irak.
Marca 2003 so kljub obsežnim protestom po vsem svetu ZDA z nekaterimi zavezniki napadle Irak in do sredine aprila zajele Bagdad ter druge ključne predele države, Bush pa je maja razglasil konec vojne. V prihajajočih mesecih pa se je pokazalo, da vojne na noben način še ni konec: pričelo se je gverilsko vojskovanje, proti kateremu so bile oborožene sile ZDA neprimerno manj odporne. Na to kaže tudi štirim tisočem bližajoče se število ameriških vojaških žrtev in po nekaterih podatkih celo do 700 tisoč vseh z vojno povezanih žrtev. Tudi ujetje in eksekucija nekdanjega predsednika Huseina nista pomirila niti šiitske strani, še manj pa sunitsko.
Glavnega argumenta za napad na državo, obstoja orožja za množično uničevanje, ni našla niti skupina ameriških strokovnjakov. David Kay, vodja omenjene skupine je odstopil in kongresu z besedami we were all wrong, probably pojasnil, da ni bila najdena niti infrastruktura, ki bi bila primerna za proizvajanje takšnega orožja.
Boj z močnimi elementi državljanske vojne se je leta 2007 še nadaljeval, medtem ko je vlada ZDA že globoko razmišljala o možnih elegantnih rešitvah nezavidljivih razmer. Enormne profite za ameriško gospodarstvo pa bi lahko pomenil iraški naftni zakon, ki se je pripravljal leta 2007 in ki bi omogočil vključenost ameriških naftnih družb v iraško naftno politiko ter jim dodelil velike pravice pri rokovanju z iraško nafto.
Leta 2010 je Julian Assange na spletni strani Wikileaks objavil tajne Ameriške depeše in dokazal, da so v Iraški vojni najbolj trpeli Iraški civilisti.